# Economia dell'Unione Sovietica
L'economia dell'Unione Sovietica è stata la seconda economia più grande del mondo per PIL nominale e a parità di potere d'acquisto per gran parte della Guerra fredda.
Essa veniva valutata attraverso l'indicatore del Prodotto materiale netto (o Net Material Product, NMP: simile al PIL, ma teneva conto solo del settore industriale e agricolo, tralasciando quasi tutti i servizi).

## Caratteristiche generali
Quella sovietica era un'economia basata sulla proprietà socialista dei mezzi di produzione e sulla pianificazione di tipo mobilitante focalizzata sulla concentrazione e la mobilitazione delle risorse per un determinato obiettivo, con un sistema di gestione amministrativo/di comando, un livello estremamente alto di militarizzazione, monopolizzazione statale, autarchia e di divario tra il livello di sviluppo economico e quello di consumo personale dei suoi cittadini. Le relazioni denaro-merce nell'economia dell'URSS avevano un ruolo secondario: solo il 14% di tutti i prodotti industriali dell'URSS entravano nel sistema del mercato, mentre il restante 86% dei prodotti industriali veniva distribuito aggirando i meccanismi di mercato e tramite metodi di comando amministrativo.

Il PMN pro-capite delle varie repubbliche sovietiche, al 1990. Si nota una maggiore ricchezza nelle repubbliche baltiche.

La proprietà socialista riguardava i mezzi di produzione, era espressa attraverso la proprietà statale, kolchoziana e cooperativa, dei sindacati e di altre organizzazioni pubbliche e lo Stato aveva il compito di proteggerla e svilupparla.
Ai cittadini veniva permesso di avere una proprietà personale, di venderla come merce usata o di darla in eredità, oppure di vendere prodotti artigianali creati autonomamente. Non potevano invece usare la proprietà socialista per guadagno personale o scopi egoistici, agire come intermediari per profitto o assumere lavoratori per il proprio guadagno personale.
L'Unione Sovietica è stata al primo posto per la produzione di quasi tutti i tipi di prodotti delle industrie di base: petrolio, acciaio, ghisa, macchine per il taglio dei metalli, locomotive diesel ed elettriche, trattori, prefabbricati in calcestruzzo, minerali ferrosi, coke, frigoriferi, tessuti di lana, scarpe di cuoio, burro, estrazione di gas naturale, produzione di fertilizzanti minerali, legname, uranio (50% della produzione mondiale), fatturato ferroviario di merci e passeggeri, produzione di attrezzature militari, per il numero totale di lanci di veicoli spaziali (il 50% del totale mondiale), il raccolto lordo di patate e barbabietole da zucchero. L'URSS è stata al secondo posto al mondo in termini di pescato e di altri frutti di mare, allevamento di ovini e suini, produzione di elettricità, estrazione dell'oro, produzione di cemento, estrazione del carbone, lunghezza totale delle ferrovie, fatturato del trasporto merci su strada e trasporto di merci e passeggeri.
Nell'economia sovietica i rami della divisione della produzione sociale (produzione dei mezzi di produzione e del complesso militare-industriale) erano ipertrofizzati, con una quota del 86% nel prodotto sociale totale alla fine degli anni ottanta.
Secondo alcuni economisti, la maggior parte delle tecnologie avanzate erano d'importazione e l'importanza del fattore della globalizzazione per l'economia sovietica è stata notata anche dagli studiosi sovietici e poi russi.
Nei paesi socialisti veniva usato il Prodotto materiale netto (o PMN) per misurare il prodotto nazionale, in contrapposizione al Prodotto interno lordo (PIL).

## Pianificazione

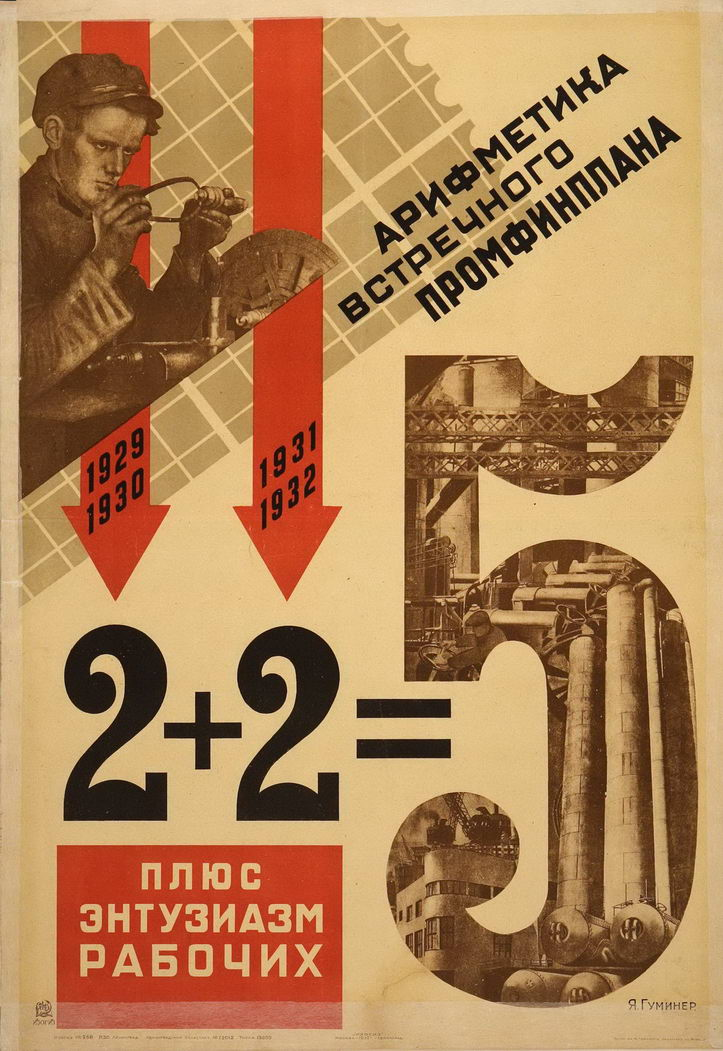
Manifesto di propaganda del 1931 per il primo piano quinquennale.

L'Unione Sovietica è stata la più grande economia pianificata del XX secolo: lo Stato possedeva i mezzi di produzione in rappresentanza del popolo, controllava il processo economico, coordinava le forze produttive, organizzava e regolava la produzione, distribuzione e scambio di beni materiali. Le decisioni amministrative degli organi statali e locali determinavano l'allocazione delle risorse e i prezzi. Lo scopo della pianificazione dell'economia nazionale sovietica era quello di garantire l'utilizzo ottimale di tutte le strutture di produzione per la soddisfazione globale dei bisogni del popolo, e di creare le condizioni per il sviluppo futuro della nazione.
L'organo statale adibito alla pianificazione era la Commissione statale per la pianificazione (in russo Государственный комитет по планированию?, Gosudarstvennyj komitet po planirovaniju), abbreviata in Gosplan, ed agiva sotto la guida del Partito Comunista dell'Unione Sovietica con la collaborazione della Banca statale dell'URSS e del Comitato statale per l'approvvigionamento di materiale e tecnologie (Gossnab).
A partire dal 1929, il Gosplan iniziò ad emettere i piani quinquennali per lo sviluppo dell'economia nazionale dell'URSS (in russo Пятилетние планы развития народного хозяйства СССР?, Pjatiletnie plany razvitija narodnogo chozjajstva SSSR), o pjatiletki (in russo Пятилетки?). Durante la storia sovietica furono adottati 12 piani quinquennali e 1 settennale (1959-1965). Il tredicesimo piano quinquennale (1991-1995) non fu attuato a causa dell'abolizione del Gosplan il 16 maggio 1991, dello smantellamento dell'economia pianificata e della dissoluzione dell'Unione Sovietica.

### Mercato
Nel socialismo sovietico, l'esistenza del rapporto denaro-merce rendeva necessaria la presenza del mercato e delle sue leggi, ma la pianificazione economica e il dominio della proprietà pubblica modificavano significativamente lo scopo, la portata e la natura del mercato. Il mercato agiva come elemento costitutivo della gestione pianificata dell'economia e come meccanismo di controllo con il quale le autorità di pianificazione sondavano le tendenze emergenti nel rapporto tra produzione e consumo, l'accuratezza dei calcoli e delle quote pianificate. Tuttavia, nel mercato interno, i prezzi continuavano ad essere fissati dallo Stato.

## Organizzazione industriale ed economica

### Centri e distretti industriali
I centri industriali (in russo Промышленные центры?, Promyšlennye centry) erano città che si distinguevano come fulcro di una o più industrie e spesso poteva svolgere anche funzioni di trasporto. I centri venivano stabiliti nel corso della pianificazione territoriale.
I distretti industriali (in russo Промышленные районы?, Promyšlennye rajony) erano invece territori a spiccata specializzazione industriale e produttiva. Le organizzazioni territoriali collocavano nel proprio distretto Industriale un gruppo di imprese per formare dei centri industriali.

### Distretti economici
Il territorio dell'Unione Sovietica era diviso in distretti economici (in russo Экономические районы?, Ekonomičeskie rajony) la cui composizione variava in base ai piani per migliorare la gestione e la pianificazione economica, accelerare il ritmo di sviluppo e aumentare l'efficienza della produzione sociale. Il primo piano quinquennale (1929-1932) comprendeva 24 distretti, il secondo (1933-1937) 32 più una zona del Nord, il terzo (1938-1942) 9 distretti e 10 repubbliche sovietiche, e contemporaneamente oblasti e kraja furono raggruppate in 13 principali distretti economici per le quali la pianificazione dello sviluppo dell'economia nazionale è stata effettuata in un contesto territoriale. Nel 1963 fu approvata una griglia tassonomica, aggiornata nel 1966, comprendente 19 grandi regioni economiche e la RSS Moldava.
Nella Repubblica Socialista Federativa Sovietica Russa vi erano i seguenti distretti:
- Centrale — comprendente i distretti industriali di Mosca, Rjazan', Tula-Novomoskovsk, Jaroslavl' e Kalininsk;
- Černozëm centrale — comprendente il distretto industriale di Voronež;
- Siberia orientale — comprendente i distretti industriali di Krasnojarsk, Irkutsk e Bratsk;
- Estremo oriente — comprendente i distretti di Chabarovsk e Vladivostok;
- Settentrionale — comprendente il distretto industriale di Arcangelo;
- Caucaso settentrionale — comprendente i distretti industriali di Rostov e Krasnodar;
- Nord-occidentale — comprendente il distretto industriale Leningrado;
- Volga — comprendente i distretti industriali di Saratov, Kujbyšev, Volgograd, Kazan', Astrachan', Ul'janovsk, Penza, Togliatti-Žigulëvsk, Nižnekamsk-Naberežnye Čelny;
- Urali — comprendente i distretti industriali Sverdlovsk, Čeljabinsk, Ufa, Perm', Magnitogorsk, Orenburg, Salavat-Sterlitamak, Nižnij Tagil;
- Volga-Vjatka — comprendente i distretti industriali di Gor'kij e Kirov;
- Siberia occidentale — comprendente i distretti industriali di Kemerovo, Novosibirsk, Omsk, Tjumen', Tomsk, Barnaul;

Nella Repubblica Socialista Sovietica Ucraina vi erano i seguenti distretti:
- Donec'k-Pridnepr — comprendente i due distretti industriali di Donec'k e Dnipropetrovs'k, il polo industriale di Charkiv e di Azov;
- Sud-occidentale — comprendente Kiev e Leopoli,
- Meridionale — comprendente Odessa,

Altri distretti economici erano:
- Bielorusso — comprendente il territorio della RSS Bielorussa
- Kazako — comprendente il territorio della RSS Kazaka
- Baltico — comprendente le RSS Lituana, Lettone ed Estone e l'oblast' di Kaliningrad della RSFS Russa
- Caucasico — comprendente le RSS Armena, Azera e Georgiana
- Asia centrale — comprendente le RSS Uzbeka, Turkmena, e Tagika

La RSS Moldava non era de jure un distretto economico perché corrispondeva al polo industriale di Chișinău.

### Complessi produttivi territoriali
Negli anni ottanta, furono sviluppati i complessi produttivi territoriali (in russo территориально-производственные комплексы, ТПК?, territorial'no-proizvodstvennye kompleksy, TPK), i più grandi dei quali erano:
- Siberia occidentale (industria del petrolio e del gas dell'oblast' di Tjumen' della RSFS Russa),
- Kansko-Ačinskij (industria del carbone del territorio di Krasnojarsk della RSFS Russa),
- Jakuzia meridionale (industria del carbone della Repubblica Socialista Sovietica Autonoma Jakuta),
- Timano-Pečorskij (industria del carbone e del petrolio della RSSA Komi e del circondario autonomo dei Nenec della RSFSR)
- Sajanskij (metallurgia non ferrosa della oblast' autonoma della Chakassia della RSFSR),
- Anomalia magnetica di Kursk, КМА (minerale di ferro, industria metallurgica delle oblast' di Belgorod e Kursk della RSFSR),
- Pavlodar-Ekibastuz (industria del carbone della regione di Pavlodar della RSS Kazaka),
- Tagica meridionale (metallurgia non ferrosa, ingegneria meccanica della RSS Tagica),
- Turkmeno orientale (industria chimica e della raffinazione del petrolio della RSS Turkmena).

### Comitati statali
- Il Comitato statale per la pianificazione (in russo Государственный комитет по планированию?, Gosudarstvennyj komitet po planirovaniju), meglio noto con l'abbreviazione Gosplan, era l'agenzia responsabile della pianificazione economica nell'Unione Sovietica. Venne fondato il 22 febbraio 1921 e rimase attivo fino al 1º aprile 1991, quando divenne il Ministero dell'economia e delle previsioni dell'URSS.[40]
- Il Comitato statale dell'URSS per la fornitura materiale e tecnica (in russo Государственный комитет СССР по материально-техническому снабжению?, Gosudarstvennyj komitet SSSR po material’no-techničeskomu snabženiju), meglio noto come Gossnab, aveva il compito di controllare tutte le transazioni commerciali interne all'Unione Sovietica e di allocare le risorse secondo i piani del Gosplan.
- Il Comitato statale dei prezzi (in russo Государственный комитет цен?, Gosudarstvennyj komitet cen), Goskomcen, aveva il compito di rafforzare la gestione della fissazione dei prezzi, la garanzia dell'unità della politica dei prezzi e aumentare il loro ruolo di stimolo alla produzione.[41]
- Il Comitato statale per la costruzione e gli investimenti (in russo Государственный комитет СССР по строительству и инвестициям?, Gosudarstvennyj komitet SSSR po stroitel’stvu i investiciâm), Gosstroj, svolgeva una politica tecnica unificata, migliorando l'efficienza della costruzione del capitale, garantendo il progresso tecnico, migliorando la qualità e abbreviando i tempi di costruzione, sviluppando l'industria delle costruzioni, migliorando la pianificazione urbana e architettonica, la progettazione e le stime aziendali, la valutazione dei progetti e delle stime.[41]
- Il Comitato statale sul lavoro e sui salari (in russo Государственный комитет по вопросам труда и заработной платы?, Gosudarstvennyj komitet po voprosam truda i zarabotnoj platy) svolgeva un controllo sistematico sull'operato dei ministeri e dei dipartimenti nel campo del lavoro e dei salari, della regolamentazione intersettoriale e interdistrettuale delle condizioni di lavoro e della retribuzione, sviluppava disegni di legge e decreti governativi sul lavoro e i salari, organizzava ricerche nel settore, forniva spiegazioni e istruzioni sull'applicazione della legislazione sul lavoro.[41]
- Il Comitato statale per le relazioni economiche estere (in russo Государственный комитет по внешним экономическим связям?, Gosudarstvennyj komitet po vnešnim ekonomičeskim svjazjam) adottava misure per ampliare e rafforzare la cooperazione economica dell'URSS con l'estero, garantire l'adempimento degli obblighi dell'URSS in materia di cooperazione economica, gestire le attività delle compagnie sovietiche per le esportazioni e le importazioni.[41]

## Settore primario

### Agricoltura
L'agricoltura era uno dei settori più importanti dell'economia dell'URSS e al secondo posto (dopo l'industria) nel reddito nazionale dell'URSS. Nel 1975, i prodotti agricoli e i beni industriali prodotti da materie prime agricole costituirono i ⅔ del fatturato del commercio al dettaglio del commercio statale e cooperativo. Il numero di persone impiegate in agricoltura nel 1985 era di circa 28 milioni di persone (circa il 20% di quelle impiegate nell'economia nazionale dell'URSS). Il settore agricolo occupava il 19,4% del PMN.
All'inizio degli anni ottanta, l'URSS si è classificata al 1º posto al mondo nella produzione di grano, segale, orzo, barbabietola da zucchero, patate, girasoli, cotone, latte, 2° nel numero di pecore, 3° nel volume totale della produzione agricola, bestiame, raccolta del grano. L'URSS era anche un importante esportatore di molti tipi di prodotti agricoli (grano, cotone, olio vegetale e animale, pelli di animali da pelliccia, ecc.), ma una crisi del grano costrinse l'Unione Sovietica ad acquistare grano regolarmente dal 1963. Nonostante gli alti volumi di produzione, l'URSS era costretta a importare grano e carne dall'estero a causa della richiesta superiore all'offerta.
L'agricoltura dell'Unione Sovietica era costruita su un sistema di due grandi unità economiche:
- I Kolchozy (in russo колхозы?), abbreviazione di kollektivnye chozjajstva (in russo коллективные хозяйства?), erano fattorie collettive e cooperative autofinanziate che gestivano terreni dati gratuitamente dallo Stato.[45][46] I membri dei kolchozy venivano pagati in base al loro contributo lavorativo.[46] I kolchozy dovevano rafforzare e sviluppare l'economia sociale in ogni modo possibile, aumentare costantemente la produttività del lavoro e l'efficienza della produzione sociale; aumentare la produzione e la vendita di prodotti agricoli allo Stato attraverso l'intensificazione e l'ulteriore equipaggiamento tecnico della produzione agricola collettiva, l'introduzione di una completa meccanizzazione ed elettrificazione e l'implementazione diffusa della chimica e della bonifica.[45] I kolchozy ricevevano delle quote di produzione ma erano liberi di vendere il proprio surplus nei mercati delle fattorie collettive a prezzi basati sulla domanda e l'offerta.[45][47]
- I Sovchozy (in russo совхоз?), abbreviazione di sovetskie chozjajstva (in russo советские хозяйства?) erano grandi fattorie statali con un'organizzazione aziendale che rispondevano direttamente allo Stato, agli organi di pianificazione centrale o ad altre imprese statali.[46][48]

Era inoltre tollerata la presenza di appezzamenti privati di circa mezzo ettaro assegnati uno ad ogni famiglia che ne faceva richiesta. I contadini potevano consumare ciò che coltivavano e vendere l'eventuale surplus ai mercati delle fattorie collettive o alle agenzie commerciali statali o cooperative.

#### Cereali
Nel 1986, le coltivazioni di cereali rappresentavano il 55,3% di circa 210,3 milioni di ettari di terreni coltivati in tutta l'URSS. I principali cereali coltivati erano grano (48,7 mln ha), orzo (30 mln ha), avena (13,2 mln ha), segale (8,7 mln ha), legumi (6,7 mln ha), mais (4,2 mln ha), miglio (2,5 mln ha), grano saraceno (1,6 mln ha) e riso (600 mila ha).
Grazie all'impiego di nuove tecnologie, semi e fertilizzanti, la produzione totale era in crescita stabile dagli anni sessanta agli anni ottanta: la resa media del grano era salita da 1,34 tonnellate per ettaro nel periodo 1966-1970 a 1,89 tonnellate per ettaro nel 1986. Tuttavia, l'URSS era costretta a importare grano dall'estero per alimentare ampi inventari di bestiame. Durante l'undicesimo piano quinquennale (1981-1985), l'Unione Sovietica aveva importato 42 milioni di tonnellate di grano ogni anno, in gran parte dall'occidente.

#### Coltivazioni tecniche

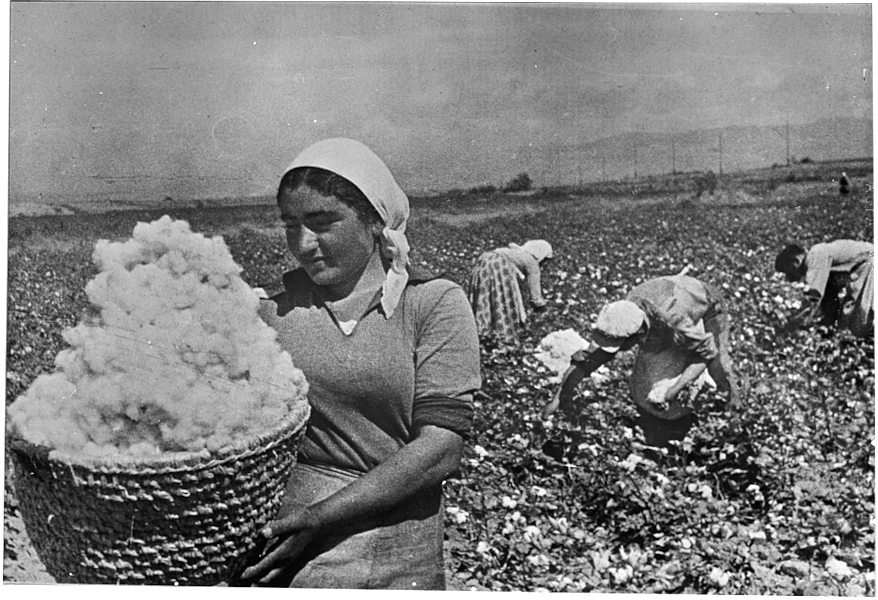
Raccoglitrici di cotone nella RSS Armena.

Le coltivazioni tecniche per l'industria erano ampiamente redditizie e diffuse sul territorio sovietico, con 13,7 milioni di ettari dedicati corrispondenti al 6,5% di tutta la terra coltivata nel 1986.
Negli anni settanta, l'URSS è stata leader mondiale della produzione di cotone, con oltre 8 milioni di tonnellate di cotone grezzo raccolto ogni anno nell'Asia centrale. L'Unione Sovietica produceva oltre la metà della produzione mondiale di girasoli nelle zone meridionali a bassa precipitazione, come Donec'k-Dnepr e il Caucaso settentrionale.
La coltivazione di barbabietole da zucchero occupava circa 3,5 milioni di ettari tra la RSS Ucraina, il Caucaso nordoccidentale e le aree orientali dell'Asia centrale, con una produzione di circa 88,7 tonnellate tra il 1976 e il 1980. Nonostante le barbabietole continuassero a fornire oltre il 60% della produzione nazionale di zucchero, l'URSS divenne dipendente negli anni ottanta dalle importazioni di zucchero grezzo da Paesi esteri come Cuba.
Il lino veniva coltivato nel nordovest di Mosca e nelle RSS Bielorussa, Estone, Lettone, Lituana e Ucraina ma, nonostante la riduzione degli ettari dedicati nel corso degli anni, la produzione era rimasta sempre in crescita.
La canapa veniva coltivata nelle aree con černozëm a sud di Tula e a nord del Caucaso.

#### Foraggio
Le coltivazioni di foraggio crescevano con il progressivo aumentare del numero di bestiame a partire dal governo di Chruščëv. L'area coltivata per il foraggio crebbe dai 18,1 milioni di ettari nel 1940 a 63,1 milioni nel 1960, raggiungendo il picco nel 1986 con 71,4 milioni di ettari e occupando circa un terzo del suolo coltivato totale.

#### Patate e verdure
Le patate venivano coltivate prevalentemente in appezzamenti privati e su larga scala nelle RSS Ucraina, Bielorussa, Estone, Lettone e Lituana e nell'area centro-europea della RSFS Russa. L'area dedicata alle patate diminuì da 7,7 milioni di ettari nel 1960 a 6,4 milioni nel 1986, nonostante costituissero ancora i tre quarti dell'area totale dedicata alla raccolta di verdure. La resa delle patate calò da una media di 94,8 milioni di tonnellate annue nel 1966-1970 a 78,4 milioni nel 1980-1985.
Oltre alle patate, venivano coltivate barbabietole, carote, cavoli, zucchine, pomodori e cipolle. La loro raccolta divenne su larga scala a partire dagli anni sessanta, occupando 1,7 milioni di ettari nel 1986 e con una resa di 29,7 milioni di tonnellate. Grazie alla diffusione di grandi gruppi di serre fu possibile fornire i centri urbani di prodotti vegetali freschi.

#### Altre coltivazioni
Le coltivazioni di frutta erano situate nelle zone meridionali e più temperate, come le RSS Moldava e Ucraina e la RSFS Russa. Frutteti e vigneti occupavano un'area di circa 4,9 milioni di ettari tra il 1971 e il 1975, mentre i terreni per la frutta diversa dagli agrumi era diminuita da 3,8 milioni di ettari nel 1970 a 3 milioni nel 1986.
L'uva da tavola e da vino veniva coltivata nelle regioni meridionali più calde: le RSS Azera e Moldava producevano il 40% del raccolto, ma anche le RSS Ucraina, Georgiana e Uzbeka erano produttori importanti.
Gli agrumi erano limitati alle coste sul mar nero della RSS Georgiana (97% del raccolto) e ad una piccola area della RSS Azera sudorientale.
Il tè era un'altra specialità della RSS Georgiana con il 93,4% della produzione nazionale nel 1986. Altre aree dedite alla coltivazione del tè erano la RSS Azera e il Kraj di Krasnodar nella RSFS Russa. L'area per il tè aumentò da 55 300 ettari nel 1940 a 81 400 nel 1986, mentre la produzione raggiunse un picco di 620 800 tonnellate nel 1985. Nonostante l'alta resa, l'URSS fu costretta ad importare nello stesso anno oltre 108 000 tonnellate di tè corrispondente al 17,4% della produzione nazionale.
La coltivazione di tabacco era situata nelle zone meridionali più calde, in particolare nella RSS Moldava dove veniva prodotto circa 1/3 del raccolto totale del 1984. Altre zone importanti erano quelle dell'Asia centrale e del Caucaso, con circa il 30% e il 25% della produzione totale per il 1984. Nello stesso anno, furono prodotte 375 000 tonnellate di tabacco, ma a causa della forte domanda l'URSS dovette importare circa 103 000 tonnellate.

### Allevamento
Gli allevamenti erano molto più distribuiti e diffusi all'interno del territorio sovietico. Nel 1950 fu approvato un piano per la zonizzazione genealogica di tutti i tipi di bestiame in relazione alle condizioni naturali ed economiche delle varie zone. Sul 90% del territorio non arabile, venivano allevate diverse specie di animali come le renne nell'Artide e pecore, capre e bovini nelle praterie dell'Asia centrale e della Siberia.
Sin dagli anni cinquanta, il principale obiettivo era quello di aumentare la produzione e il consumo di carne, latte e uova, portando quindi ad una maggiore produzione agricola per il settore dell'allevamento e ad un incremento della popolazione di bestiame. Il numero di bovini, per esempio, aumentò da 56,7 milioni nel 1955 a 121,9 milioni nel 1987, quello dei maiali da 3,9 a 80 milioni, quello delle pecore da 500 mila a 141,5 milioni. Il numero di capre era diminuito da 14 milioni a 6,5 milioni, quello di cavalli da 14,2 milioni a 5,8 milioni (principalmente a causa della meccanizzazione dell'agricoltura).
Tra il 1960 e il 1964, le carenze nella gestione dell'agricoltura avevano portato a un rallentamento del tasso di sviluppo della zootecnia, con un calo della produzione di carne (soprattutto di maiale), uova e lana. Nonostante nuove politiche nei decenni successivi che aumentarono i tassi di crescita in vari settori della zootecnia, la produzione di latte era la metà di quella della Finlandia, la produzione di carne di manzo nel 1986 era del 35% più bassa rispetto a quella Statunitense, la produzione di carne di maiale era inferiore del 30% rispetto a quella USA.
Negli anni sessanta emersero, al di fuori dei kolchozy e sovchozy, delle aziende industrializzate di bestiame che acquistavano mangime e altri materiali da fonti esterne con accesso prioritario. Nel 1986, il 20% era destinato alla produzione di carne di maiale, il 5% per la carne di manzo e il latte, oltre il 60% per pollame e uova.
Tra il 1950 e il 1985, il consumo pro capite di carne e grassi era aumentato del 135% (fino a 61 kg all'anno), quello di latte e latticini dell'88% e quello di uova del 334%.

### Pesca
L'Unione Sovietica era la seconda produttrice ittica al mondo dopo il Giappone, con un totale nel 1986 di 11,4 milioni di tonnellate.
Fino agli anni cinquanta, la maggior parte del pescato sovietico proveniva dai laghi interni, fiumi e acque costiere. Successivamente, l'URSS lanciò un programma per sviluppare la più grande flotta di pescherecci al mondo, formata nel 1986 da 4222 navi. L'URSS aveva oltre 23 porti per pescherecci, con i più importanti situati a Vladivostok, Kaliningrad, Arcangelo, Riga, Tallinn, Sebastopoli e Kerč'.
Nel 1980, la maggior parte del pescato proveniva dall'Oceano Atlantico (49,2%) e dall'Oceano Pacifico (41,3%). A causa dell'aumento dell'abbassamento del livello dell'acqua, dell'aumentata salinità e dell'inquinamento, il Mar Caspio, Nero, d'Azov e il lago d'Aral divennero meno importanti per la pesca.

## Industria
L'industria dell'URSS era caratterizzata da un alto grado di concentrazione della produzione. All'inizio del 1976, le imprese che impiegavano più di 3 mila persone producevano il 40% di tutti i prodotti industriali, sui quali si concentravano il 40% di tutti i lavoratori e più della metà delle immobilizzazioni, e allo stesso tempo costituivano il 3,3% del numero totale delle imprese industriali sovietiche. Nel 1985, la produzione industriale rappresentava il 45,6% del PMN. L'industria pesante era il settore industriale predominante: nel 1986, nel volume totale della produzione industriale, il gruppo A rappresentava il 75,3%, il gruppo B il 24,7%. La priorità era data anche all'industria bellica.
I principali centri industriali si trovavano nell'area europea dell'URSS, come nel Donbas, nell'area industriale di Mosca e nei centri metallurgici di Kursk e Magnitogorsk.
In Unione Sovietica, la produzione industriale era suddivisa in:
- Gruppo A: produzione dei mezzi di produzione e di attrezzature militari, a sua volta divisa in:
  - Divisione I: mezzi di lavoro, utensili e mezzi di produzione per la produzione di altri mezzi di produzione;
  - Divisione II: produzione di mezzi di produzione dei beni di consumo;
- Gruppo B: produzione dei beni di consumo.

Alcuni tipi di prodotti appartenevano interamente al gruppo A (estrazione di minerali di metalli ferrosi e non ferrosi, produzione di macchine utensili, attrezzature, fertilizzanti minerali, cellulosa, ecc.), Altri facevano interamente parte del gruppo B (prodotti finiti di cucito e maglieria, prodotti ittici, pane e prodotti da forno, frigoriferi, radio, mobili, ecc.). Alcune tipologie di prodotti utilizzati per scopi produttivi e non (elettricità, carbone, tessuti, farina, carne, olio animale, ecc.) venivano distribuiti tra il gruppo "A" e il gruppo "B" in base al loro effettivo utilizzo. I prodotti del gruppo A, a loro volta, sono suddivisi in mezzi di lavoro e oggetti di lavoro, nonché mezzi di produzione per la Divisione I (per la produzione di mezzi di produzione) e in mezzi di produzione per Divisione II (per la produzione di beni di consumo).
Grazie all'abbondanza delle principali materie prime industriali, nel 1980 l'URSS produsse circa il 20% dell'output industriale mondiale, con primati nella produzione di petrolio, ferro fuso, acciaio, carbon coke, fertilizzanti minerali, locomotive, trattori e cemento.
Verso la fine degli anni ottanta, l'industria sovietica fu divisa in sette complessi industriali, ciascuno responsabile di uno o più settori della produzione:
- Agroindustria
- Chimica e legname
- Edilizia
- Carburante ed energia
- Costruzione delle macchine
- Industria leggera
- Metallurgia

### Gruppo A

#### Energia

##### Elettricità

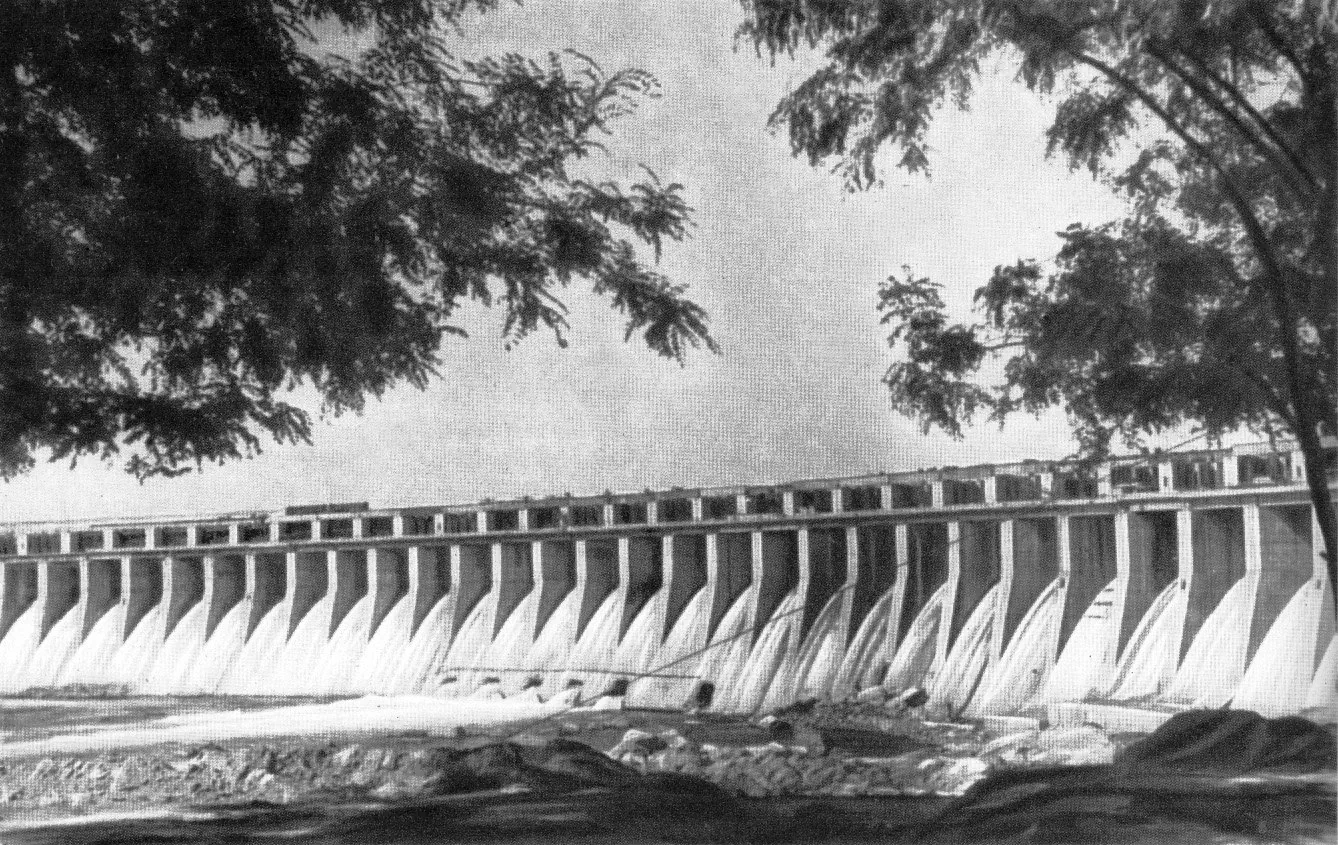
Realizzata nel 1932, la DneproGES ha rappresentato uno dei simboli del potere economico dell'URSS.

L'industria energetica sovietica si basava principalmente su centrali termoelettriche, la cui quota nel 1975 nella produzione di elettricità era dell'88%. Altre centrali erano quelle nucleari e idroelettriche. Più del 50% dell'elettricità veniva fornita da centrali elettriche con una capacità di 1 GW. Nel 1975, la capacità della centrale idroelettrica di Krasnojarsk era di 6 GW, quella di Bratsk di 4,1 GW e quella della Krivorožskaja GRĖS-2 di 3 GW.
Tutte le centrali sovietiche erano collegate al Sistema elettroenergetico unificato dell'URSS (in russo Единая электроэнергетическая система СССР, ЕЭС СССР?, Edinaja èlektroènergetičeskaja sistema SSSR, EÈS SSSR). Nel 1976, più di 70 dei 93 sistemi di energia elettrica regionali operavano come parte dell'EES dell'URSS.
Nel 1951 fu aperta la centrale nucleare di Obninsk, il primo impianto nucleare per la generazione di elettricità al mondo.
Nell'ambito del Comecon è stato creato il sistema energetico unificato "Mir".
|                  | 1940 | 1960 | 1970 | 1975 | 1980 | 1985 | 1990 |
| ---------------- | ---- | ---- | ---- | ---- | ---- | ---- | ---- |
| Unione Sovietica | 49   | 292  | 741  | 1039 | 1294 | 1544 | 1726 |
| RSFS Russa       | 30,8 | 197  | 470  | 640  | 805  | 962  | 1062 |
| RSS Ucraina      | 12,4 | 54   | 138  | 195  | 236  | 272  | 298  |
| RSS Bielorussa   | 0,5  | 3,6  | 15,1 | 26,7 | 34,1 | 33,2 | 39,5 |
| RSS Uzbeka       | 0,5  | 5,9  | 18,3 | 33,6 | 33,9 | 47,9 | 56,3 |
| RSS Kazaka       | 0,6  | 10,5 | 34,7 | 52,5 | 61,5 | 81,3 | 87,4 |
| RSS Georgiana    | 0,7  | 3,7  | 9,0  | 11,6 | 14,7 | 14,4 | 14,2 |
| RSS Azera        | 1,8  | 6,6  | 12,0 | 14,7 | 15   | 20,7 | 23,2 |
| RSS Lituana      | 0,08 | 1,1  | 7,4  | 9,0  | 11,7 | 21   | 28,4 |
| RSS Moldava      | 0,02 | 0,7  | 7,6  | 13,7 | 15,6 | 16,8 | 15,7 |
| RSS Lettone      | 0,25 | 1,7  | 2,7  | 2,9  | 4,7  | 5    | 6,6  |
| RSS Kirghisa     | 0,05 | 0,9  | 3,5  | 4,4  | 9,2  | 10,5 | 13,4 |
| RSS Tagika       | 0,06 | 1,3  | 3,2  | 4,7  | 13,6 | 15,7 | 18,1 |
| RSS Armena       | 0,4  | 2,7  | 6,1  | 9,2  | 13,5 | 14,9 | 10,4 |
| RSS Turkmena     | 0,08 | 0,8  | 1,8  | 4,5  | 6,7  | 11,0 | 14,6 |
| RSS Estone       | 0,2  | 1,9  | 11,6 | 16,7 | 18,9 | 17,8 | 17,2 |

##### Combustibili, settore petrolifero e del gas
| Produzione            | Percentuale |
| --------------------- | ----------- |
| Petrolio              | 39,0%       |
| Gas                   | 38,9%       |
| Carbone               | 20,4%       |
| scisti bituminosi     | 0,4 %       |
| Torba                 | 0,3 %       |
| Legna da ardere, ecc. | 1,0 %       |

L'URSS era autosufficiente per il carburante, il gas naturale e il petrolio. Oltre ¾ della produzione di combustibili minerali era rappresentata dal petrolio (624 milioni di tonnellate nel 1988, compreso il gas condensato) e dal gas naturale (770 miliardi di m³). La principale base di materie prime dell'URSS era la Siberia occidentale (⅔ di tutto il petrolio e più della metà del gas nel paese). Per la produzione del petrolio si distinguevano anche la regione del Volga, gli Urali, il Caucaso (RSS Azera, RSSA Ceceno-Inguscezia) e le repubbliche dell'Asia centrale (RSS Turkmena e Uzbeka) e il Caucaso settentrionale.
I maggiori consumatori di carbone erano le industrie metallurgiche e dell'energia elettrica. Gran parte del petrolio era destinato alle centrali elettriche, all'agricoltura, ai trasporti e all'export, mentre grandi quantità di gas naturale erano destinate all'elettricità, alla metallurgia, all'industria chimica e edilizia e all'export.
Le più grandi province e regioni del petrolio e del gas dell'URSS erano:
- Regione di Baku (RSS Azera);
- Regione petrolifera Volga-Urali (RSSA Tatara, RSSA Baschira, oblast' di Kujbyšev, Volgograd e Perm' nella RSFSR);
- Provincia di Dnepr-Prip'jat (Dnepr-Doneck, Pryp"jat' nella RSS Ucraina);
- Provincia della Siberia occidentale (oblast' di Tjumen, Omsk, Tomsk e Novosibirsk nella RSFSR);
- Regione della Ciscarpazia (oblast' di Leopoli e oblast' di Ivano-Frankivs'k della RSS Ucraina),
- Provincia del Caucaso settentrionale-Mangyshlak (nella RSFSR e a ovest della RSS Kazaka),
- Provincia di Timan-Pečora (RSSA Komi e Oblast' autonoma dei neneci, 60 depositi).

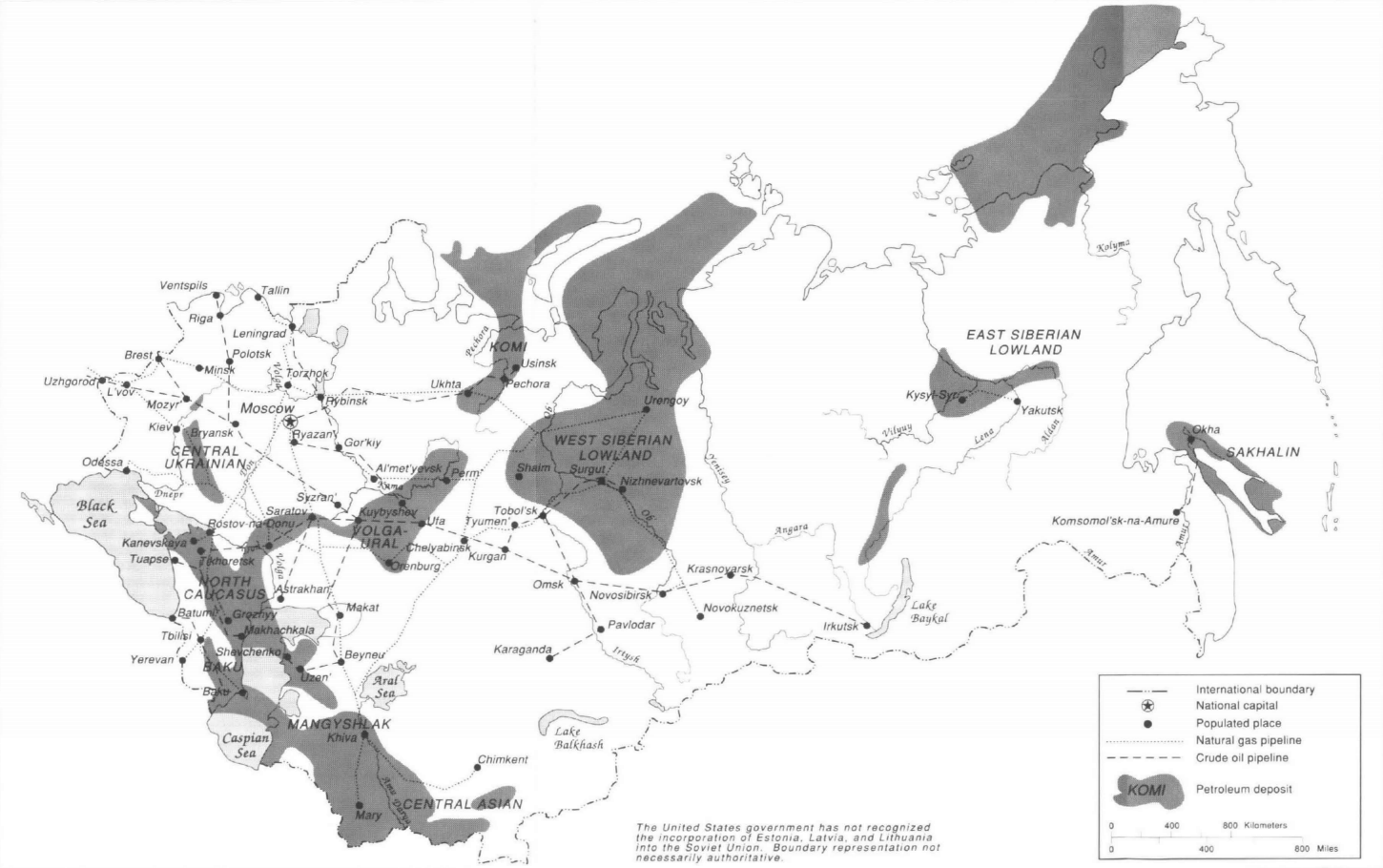
Maggiori giacimenti di petrolio e oleodotti in Unione Sovietica, 1982.

L'URSS era la principale produttrice di petrolio al mondo. La maggior parte delle raffinerie di petrolio in URSS è apparsa nei primi due decenni del dopoguerra: dal 1945 al 1965 furono attivate 16 raffinerie, ovvero più della metà di quelle attive in Russia nel 2003. Nella scelta dei siti per l'ubicazione delle raffinerie, veniva considerata la vicinanza alle regioni in cui venivano consumati i prodotti petroliferi e la riduzione dei costi totali per il trasporto del petrolio, in relazione al quale furono costruite numerose raffinerie nelle regioni dove veniva estratto il petrolio. Le raffinerie nelle oblasti di Rjazan', Jaroslavl e Gor'kij erano concentrate nella regione economica centrale, quelle nella oblast' di Leningrado nel centro industriale di Leningrado; quelle del territorio di Krasnodar nella densamente popolata regione del Caucaso settentrionale; quelle nelle oblasti di Omsk e Angarsk per la Siberia. Il resto delle raffinerie fu costruite nelle aree di produzione di petrolio con l'obiettivo di lavorare il petrolio estratto in Baschiria, Kujbyšev e Perm. In queste aree furono costruite diverse raffinerie per garantire il consumo locale, in Siberia e in altre oblasti della RSFSR, nonché nelle repubbliche sovietiche.
Circa il 90% del petrolio veniva trasportato da una rete di oleodotti lunga circa 81,5 mila km. I sistemi di oleodotti a tronco collegavano le principali aree di produzione con i centri di raffinazione del petrolio anche all'estero, come l'Oleodotto dell'Amicizia realizzato nell'ambito del Comecon. La rete unificata delle condotte del gas comprende i seguenti impianti:
- Centrale;
- Ucraina;
- Occidentale;
- Regione del Volga;
- Transcaucasica;
- Asia Centrale;
- Urali;
- Asia centrale - Centro;
- Siberia - Centro.

Data l'abbondanza e la facilità con la quale veniva estratto, il gas divenne il principale sostituto del petrolio nella pianificazione economica. Le principali regioni per la produzione di gas erano l'Oblast' di Saratov, il Caucaso settentrionale, la RSS Ucraina e Uzbeka. Altri giacimenti erano situati nelle oblasti di Orenburg e Tjumen, nella RSSA Komi e nella RSS Turkmena. La produzione di gas in URSS era aumentata da 3,2 miliardi m³ nel 1940 a 45,3 miliardi m³ nel 1960, 289 miliardi m³ nel 1975 e 770 miliardi m³ nel 1988. La rete di gasdotti era lunga 185,0 mila km.
Il carbone era il principale combustibile impiegato dall'industria sovietica fino agli anni sessanta, venendo sostituito da petrolio e gas. Le principali miniere erano situate nel Donbass, nei bacini di Pečora, Kuzneck e Karaganda, in Siberia, Asia centrale ed estremo oriente. Nel 1983 furono stimate riserve totali per 6,8 trilioni di tonnellate, le più grandi al mondo. La produzione di carbon coke nel 1975 ammontava a 181 milioni di tonnellate, e nello stesso anno gli impianti di concentrazione lavoravano 338 milioni di tonnellate di carbone, ovvero il 48,2% della produzione totale. A metà degli anni ottanta, circa il 40% del carbone era usato nelle centrali elettriche, il 20% nella metallurgia e le restanti percentuali erano destinate all'esportazione, ad altre industrie e alle abitazioni.

#### Metallurgia
La metallurgia era il settore industriale sovietico più grande e sviluppato: sin dagli anni settanta, l'URSS era la prima produttrice al mondo di ferro, acciaio e laminati.
La metallurgia ferrosa dell'URSS si basava su un'ampia base di risorse minerarie, con 60 miliardi di tonnellate di riserve note di ferro all'inizio del 1974. I principali giacimenti erano situati negli Urali, Kryvyj Rih e Kerč', l'anomalia magnetica di Kursk, Sokolov e Sarbajskoe. Il più grande polo metallurgico era situato negli Urali (comprendente Čeljabinsk e Nižnij Tagil) e produceva circa 16 milioni di tonnellate di metallo all'anno. Altri poli erano situati a Kryvyj Rih, Ždanov, Zaporižžja e Makiïvka nella RSS Ucraina, Čerepovec, Lipeck, Oskol e il polo Orsk-Chalilovo nella RSFS Russa, Karaganda nella RSS Kazaka.
Nella metallurgia non ferrosa, l'URSS aveva una produzione ben sviluppata di alluminio, rame, nichel, titanio, magnesio, leghe metalliche, in particolare materiali per l'elettronica, e l'ingegneria elettrica. Le principali aree della metallurgia non ferrosa si trovano all'interno della RSFSR, della RSS Kazaka, delle repubbliche dell'Asia centrale e del Caucaso.
|                            | 1940 | 1960 | 1970  | 1975  | 1980 | 1985 | 1989 | 1990 |
| -------------------------- | ---- | ---- | ----- | ----- | ---- | ---- | ---- | ---- |
| Ghisa                      | 14,9 | 46,8 | 85,9  | 103,3 | 107  | 110  | 114  | 110  |
| Acciaio                    | 18,3 | 65,3 | 115,9 | 141,3 | 148  | 155  | 160  | 154  |
| Laminati (metalli ferrosi) | 13,1 | 51   | 92,5  | 115   | 103  | 108  | 116  | 112  |
| Tubi d'acciaio             | 1    | 5,8  | 12,4  | 16    | 18,2 | 19,4 | 20,6 | 19,5 |

#### Ingegneria meccanica

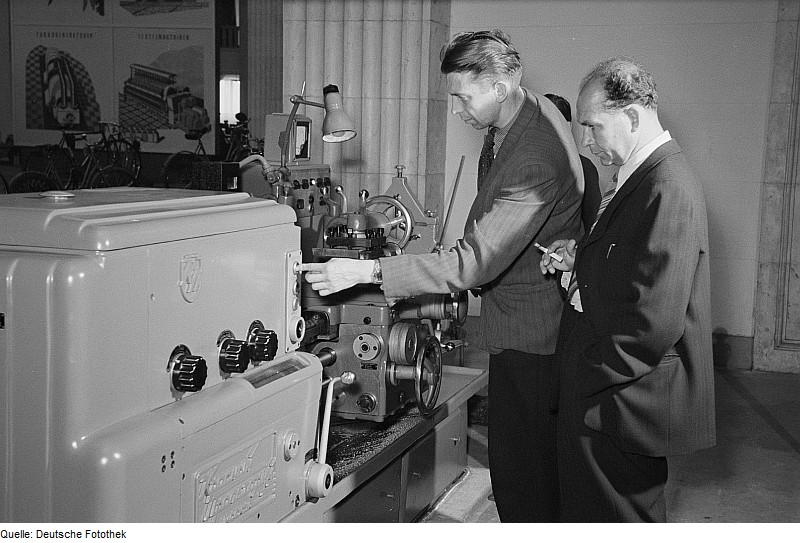
Due uomini davanti ad una macchina utensile sovietica.

L'ingegneria meccanica era l'industria principale nell'URSS: impiegava più di ⅓ di tutta la forza lavoro disponibile ed era al primo posto in termini di produzione e costo delle immobilizzazioni. Nel 1970 erano stati prodotti circa 30 000 articoli e oltre il 60% erano stati realizzati su piccola scala e in serie. Al 1 gennaio 1972, le attività produttive di base dell'economia nazionale dell'URSS ammontavano a 1 955 500 miliardi ₽, di cui circa 2/5 rappresentavano macchinari e attrezzature. Alla fine del 1972, il costo delle macchine e delle attrezzature che costituivano la base tecnica della costruzione di macchinari e macchine per la lavorazione dei metalli, per le imprese inserite in un bilancio indipendente, era stimato in 23 miliardi ₽ ed era pari a circa 1/5 del costo di tutte le macchine e le attrezzature nell'industria sovietica e la maggior parte di questo importo rappresentava le attrezzature per la lavorazione dei metalli. Nel 1972, l'URSS era prima in Europa e seconda nel mondo per volume di prodotti per la costruzione di macchine e la lavorazione dei metalli.
Nel 1987, il complesso industriale meccanico comprendeva 300 rami e sottorami e una rete di 700 organizzazioni di ricerca e pianificazione. Era gestito da 18 ministeri e produceva un'ampia gamma di prodotti per l'impiego militare e civile.
L'ingegneria meccanica sovietica era caratterizzata da un processo produttivo discontinuo e la vasta gamma di macchine e attrezzature, la loro complessità e la possibilità di suddividerle in unità e parti separate determinavano un'ampia specializzazione della produzione dei prodotti di ingegneria. In Unione Sovietica vi era un numero significativo di grandi imprese con decine di migliaia di lavoratori concentrate prevalentemente nell'area europea.
Importanti stabilimenti per la produzione di strumenti erano situati a Mosca, Leningrado, Kiev, Voronež, Orël, Rjazan', Kazan', Gor'kij, Riga, Minsk, Tbilisi, Čeljabinsk, Tomsk e Frunze. Le fabbriche per le macchine agricole erano situate nelle principali aree agricole, come Charkiv, Minsk, Lipeck, Vladimir, Volgograd, Čeljabinsk, nella regione dei monti Altaj e a Pavlodar.

Tra i colossi dell'ingegneria pesante, energetica ed elettrica sovietica vi erano Uralmaš, Novokramatorskij mašinostroitel’nyj zavod, Leningradskij metalličeskij zavod, Ėlektrosila, Luganskij teplovozostroitel’nyj zavod e Rostselmaš. Nell'ambito dell'industria meccanica nell'URSS, l'ingegneria pesante comprendeva:
- Sollevamento e ingegneria dei trasporti - produzione di macchine di sollevamento e trasporto, gru, ascensori, montacarichi, macchine di trasporto continuo (trasportatori, ecc.)
- Ingegneria ferroviaria
- Industria navale
- Industria aeronautica
- Industria spaziale e dei razzi
- Ingegneria energetica
- Produzione di apparecchiature tecnologiche per l'industria
  - Ingegneria meccanica per l'edilizia e l'urbanistica
  - Ingegneria meccanica per l'agricoltura
  - Ingegneria meccanica per il settore petrolifero
  - Ingegneria meccanica per il settore chimico
  - Ingegneria meccanica per l'industria del legno

L'ingegneria meccanica media comprendeva:
- Industria automobilistica
- Industria dei trattori
- Industria delle macchine utensili
- Robotica e automazione
- Industria degli utensili
- Attrezzature per l'industria leggera
- Attrezzature per la lavorazione degli alimenti
- Industria degli elettrodomestici e delle macchine

| Prodotto | Prodotto                                                                                             | 1928  | 1940  | 1950  | 1960  | 1970  | 1980  | 1985  | 1990  |
| --- | --- | ----- | ----- | ----- | ----- | ----- | ----- | ----- | ----- |
| Turbine (in GW) | Turbine (in GW)                                                                                      | 0,044 | 1,4   | 2,7   | 9,2   | 16,2  | 19,6  | 21,6  | 18,3  |
| Generatori per turbine (in GW) | Generatori per turbine (in GW)                                                                       | 0,075 | 0,5   | 0,9   | 7,9   | 10,6  | 16,1  | 12,3  | 9,9   |
| Macchine per il taglio dei metalli (in migliaia di unità) | Macchine per il taglio dei metalli (in migliaia di unità)                                            | 2,8   | 58,4  | 70,6  | 155,9 | 202,2 | 257   | 218   | 157   |
| Linee automatiche e semiautomatiche per l'ingegneria meccanica e la lavorazione dei metalli (in set) | Linee automatiche e semiautomatiche per l'ingegneria meccanica e la lavorazione dei metalli (in set) | -     | 1     | 10    | 174   | 579   | 814   | 1084  | 1057  |
| Macchine per lo stampaggio (in migliaia di unità) | Macchine per lo stampaggio (in migliaia di unità)                                                    | 0,1   | 4,7   | 7,7   | 29,9  | 41,3  | 57,2  | 52,7  | 42,2  |
| Dispositivi, apparecchiature per l'automazione e pezzi di ricambio* (in mln ₽) | nei prezzi all'ingrosso delle imprese al 1 luglio 1955                                               | -     | 30,6  | 115   | 1102  | -     | -     | -     | -     |
| Dispositivi, apparecchiature per l'automazione e pezzi di ricambio* (in mln ₽) | nei prezzi all'ingrosso per le imprese al 1 luglio 1967                                              | -     | -     | -     | -     | 2370  | 3285  | 4432  | 5787  |
| Strumenti informatici e pezzi di ricambio* (in mln ₽) | nei prezzi all'ingrosso delle imprese al 1 luglio 1955                                               | -     | 0,3   | 2,0   | 79,9  | -     | -     | -     | -     |
| Strumenti informatici e pezzi di ricambio* (in mln ₽) | nei prezzi all'ingrosso per le imprese al 1 luglio 1967                                              | -     | -     | -     | -     | 710   | 2408  | 4202  | 7468  |
| Mietitrebbie per la pulizia del carbone (in unità) | Mietitrebbie per la pulizia del carbone (in unità)                                                   | -     | 22    | 344   | 881   | 1130  | 1455  | 1231  | 1005  |
| Escavatori (in migliaia di unità) | Escavatori (in migliaia di unità)                                                                    | -     | 0,3   | 3,5   | 12,6  | 30,8  | 42,0  | 42,6  | 37,7  |
| Bulldozer (in migliaia di unità) | Bulldozer (in migliaia di unità)                                                                     | -     | 0,1   | 3,8   | 12,9  | 33,5  | 45,5  | 41,3  | 37,1  |
| Automobili (migliaia di unità) | Automobili (migliaia di unità)                                                                       | 0,8   | 145,4 | 362,9 | 523,6 | 916,1 | 2199  | 2246  | 2120  |
| | di cui camion e autobus                                                                              | 0,79  | 139,9 | 298,3 | 384,8 | 571,9 | 873,3 | 913,6 | 860,9 |
| di cui auto individuali | 0,05                                                                                                 | 5,5   | 64,6  | 138,8 | 344,2 | 1327  | 1332  | 1259  |       |
| Trattori (in migliaia di unità) | Trattori (in migliaia di unità)                                                                      | 1,3   | 31,6  | 116,7 | 238,5 | 458,5 | 565   | 585   | 495   |
| *Nel 1967 la produzione di strumenti, apparecchiature di automazione e pezzi di ricambio nei prezzi all'ingrosso delle imprese del 1 luglio 1955 ammontava a 2370 mln ₽, nei prezzi all'ingrosso delle imprese del 1 luglio 1967 a 1631 mld ₽; le apparecchiature informatiche e pezzi di ricambio rispettivamente a 376 e 261 mln ₽ | |       |       |       |       |       |       |       |       |

##### Industria aeronautica
L'industria aeronautica sovietica venne effettivamente creata con il primo piano quinquennale del 1929-1932, con uno sviluppo rapido durante il secondo piano quinquennale 1933-1937 e la creazione di nuove fabbriche e uffici di progettazione. Durante la seconda guerra mondiale, le fabbriche furono evacuate verso Est ed ampliate per fornire velocemente aerei da combattimento e di trasporto. La produzione di aerei in URSS ammontava a 7900 unità nel 1941, 22800 nel 1942, 35000 nel 1943, oltre 40000 nel 1944 e 20900 nella prima metà del 1945. Nel dopoguerra, l'industria aeronautica si specializzò nella produzione di turbogetti e turboventola, aerei a reazione da combattimento e civili, elicotteri.
Il settore era gestito dal ministero dell'industria aeronautica.
Le principali aziende aeronautiche sovietiche erano:
- Antonov
- Beriev
- Chruničev
- Il'jušin
- Jakovlev
- Kamov
- Kazanskij vertolëtnyj zavod
- Lavočkin
- Mjasiščev
- Kuznecov
- Mikojan-Gurevič
- Mil
- Mjasiščev
- Polikarpov
- Sokol
- Suchoj
- Tupolev

##### Industria automobilistica
Tra il 1924 e il 1930, l'industria automobilistica sovietica produceva principalmente autocarri di produzione individuale e in serie in piccole quantità nell'oblast' di Mosca. Il processo di industrializzazione e collettivizzazione rese necessario l'ulteriore sviluppo del settore automobilistico: furono quindi costruite nuove fabbriche a Mosca e a Gorkij e tra il 1930 e il 1941 venne organizzata la produzione su larga scala e di massa di automobili. Il 1 ottobre 1931 fu messo in funzione lo stabilimento automobilistico di Mosca intitolato a Stalin, ricostruito per la produzione di 25mila veicoli da 3 tonnellate all'anno e divenuto nel 1956 Zavod imeni Lichačëva (ZiL). Il 1 gennaio 1932 entrò in funzione il Gor'kovskij avtomobil'nyj zavod (GAZ), progettato per 100 mila auto all'anno. Nel 1932-1933 iniziarono i lavori per aumentare ulteriormente la capacità produttiva degli stabilimenti automobilistici. La produzione automobilistica si espanse rapidamente tra gli anni sessanta e ottanta, con autobus e auto individuali, e furono costruite nuove fabbriche e aziende in tutte le repubbliche sovietiche. Importante è stata anche la collaborazione tra il governo sovietico e la FIAT per la realizzazione a Togliatti della AvtoVAZ nel 1966. Dal 1970 al 1979, la produzione di automobili era cresciuta di circa 1 milione di unità all'anno, quella di camion di 250 000 all'anno.
La produzione automobilistica era concentrata negli impianti produttivi di Mosca, Togliatti, Gor'kij, Zaporižžja, e Lichačëv. I camion venivano prodotti in fabbriche a Kutaisi, negli Urali, Tiraspol, Kremenčuk, Minsk, Mytišči e Naberežnye Čelny.
Il settore era gestito dal ministero dell'industria automobilistica.
Le principali aziende automobilistiche sovietiche erano:
- AvtoVAZ
- Gor'kovskij avtomobil'nyj zavod
- IžAvto
- Kamaz
- LUAZ
- Minski Traktarny Zavod
- Moskvič
- Rīgas Autobusu Fabrika
- Ul'janovskij Avtomobil'nyj Zavod
- Zaporiz'kyj avtomobilebudivel'nyj zavod
- Zavod imeni Lichačëva

#### Industria militare
L'industria militare era ritenuta prioritaria dal governo sovietico: nel 1988, rappresentava il 17% del PNL. La maggior parte della produzione militare era gestita dai 18 ministeri del complesso metalmeccanico, nove dei quali erano coinvolti nella produzione di armi o materiale bellico, ma il controllo effettivo spettava al Consiglio di difesa dell'URSS (in russo Совет обороны СССР?, Sovet oborony SSSR).
Nella creazione di strumenti ed equipaggiamenti militari, gli obiettivi principali erano la semplicità e l'affidabilità: le componenti erano standardizzate e ridotte al minimo possibile.
Gran parte degli impianti sovietici era situata nell'area europea dell'URSS, mentre alcune fabbriche di velivoli da guerra erano situate a Irkutsk, Novosibirsk, Tashkent, Komsomol'sk-na-Amure e Ulan-Udė.

#### Elettronica ed elettrotecnica
L'inizio della produzione industriale sovietica di alcuni tipi di dispositivi elettronici risale agli anni venti, in seguito all'attuazione del piano GOELRO per l'elettrificazione dell'URSS. Furono prodotte lampadine, dispositivi a microonde, tubi a raggi catodici e fotomoltiplicatori. L'industria elettronica ottenne un rapido sviluppo dopo la seconda guerra mondiale e furono realizzati prodotti per vari campi della scienza e della tecnologia, per la creazione di moderni sistemi di controllo, dispositivi radio, strumenti e apparecchiature di automazione nell'industria, nell'agricoltura, per i trasporti e per la difesa.
Con la modernizzazione del processo di produzione, venne sviluppato il settore dell'elettronica per l'industria e fu incentivata la cooperazione con le fabbriche metalmeccaniche e metallurgiche. All'inizio degli anni settanta aumentò la richiesta di laser, ottiche e computer e furono incentivate ricerche per nuovi strumenti nel campo dei sistemi di guida delle armi, nelle comunicazioni e nell'esplorazione spaziale. L'automatizzazione dei processi produttivi era indicato come standard di efficienza, espansione e progresso.
Negli anni ottanta, l'URSS seguì l'occidente e il Giappone in molte aree dell'elettronica applicata, sebbene il livello qualitativo dei circuiti e dei programmi fosse lo stesso.

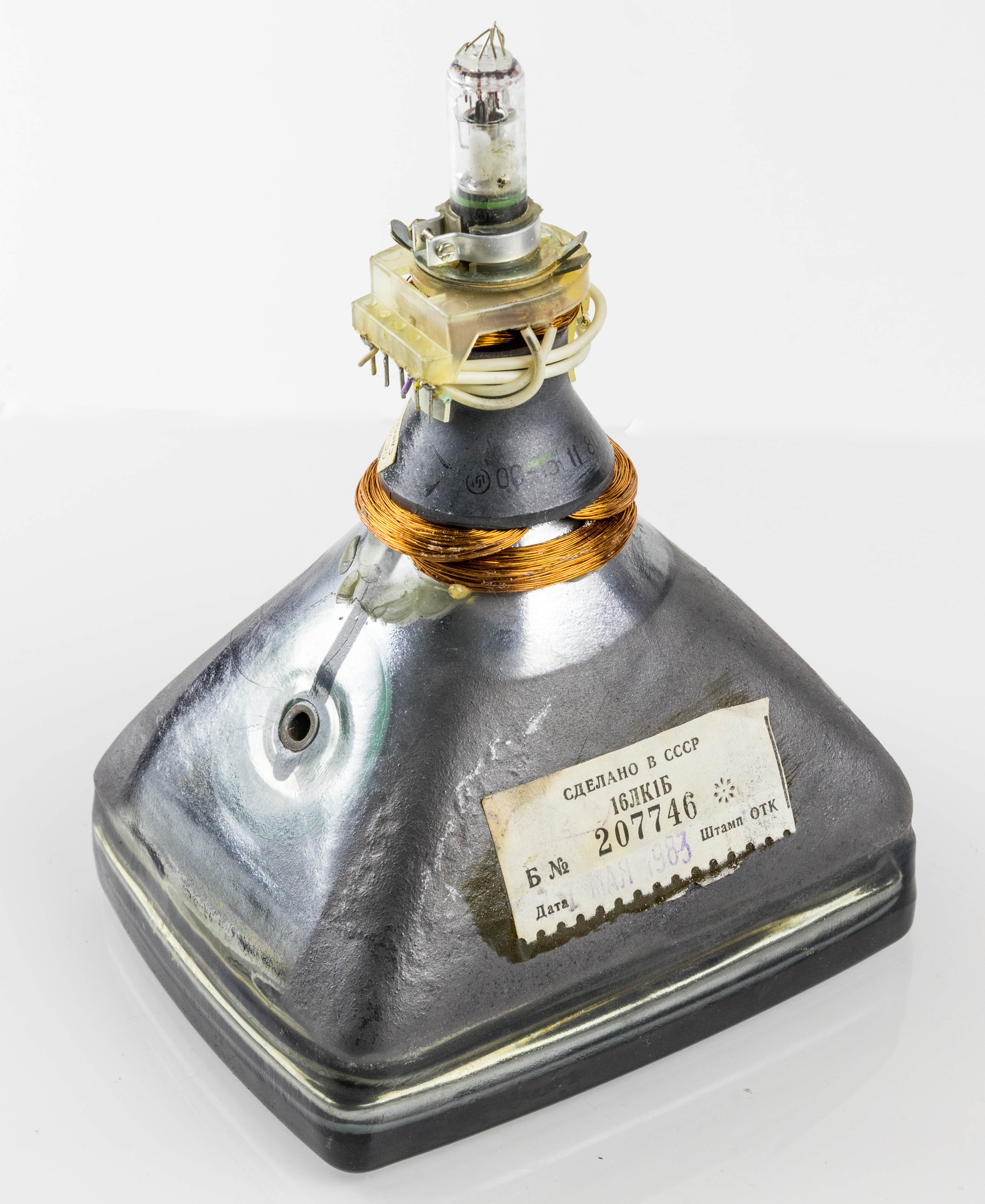
Tubo catodico.
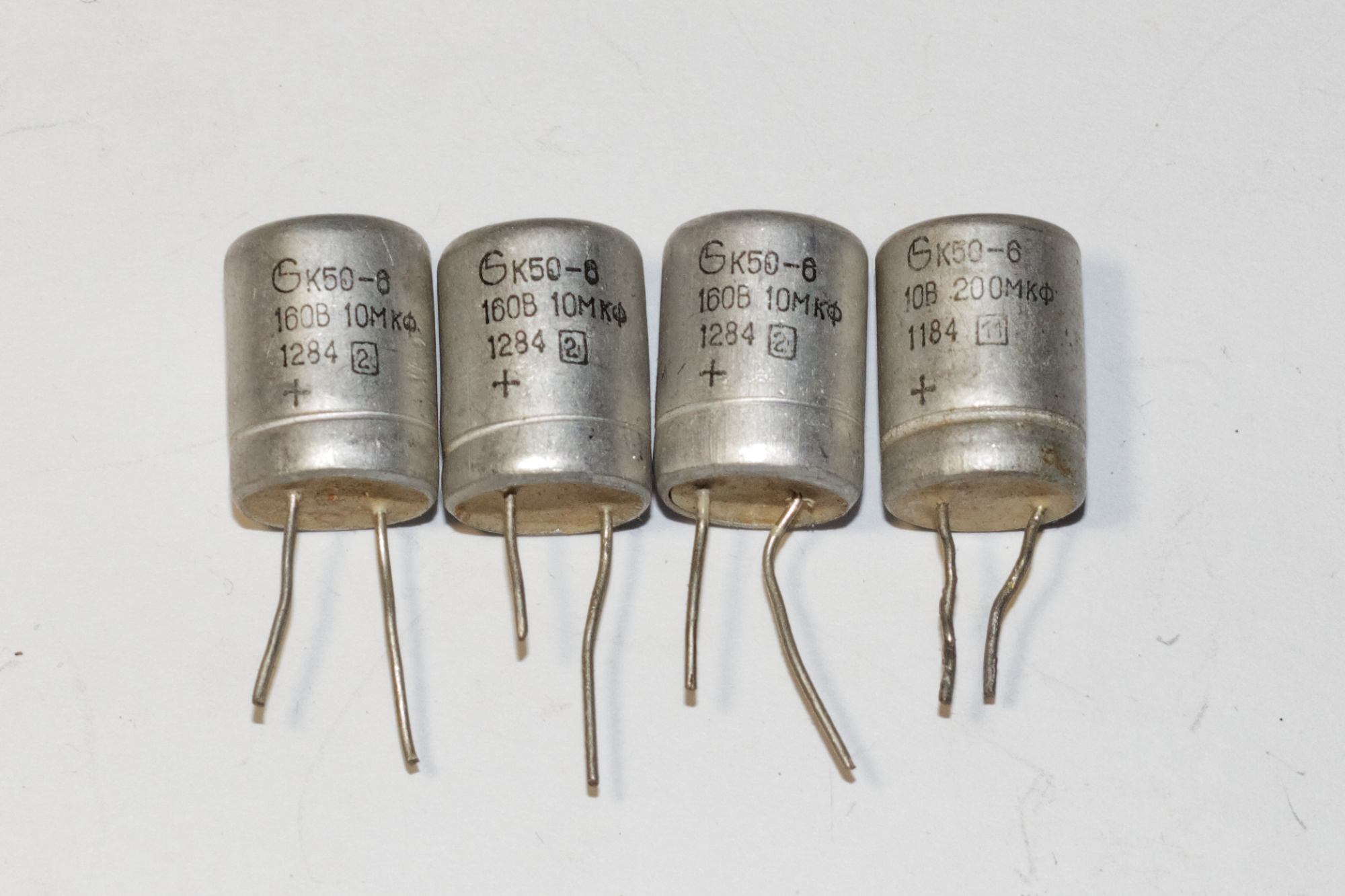
Condensatori K50-6.
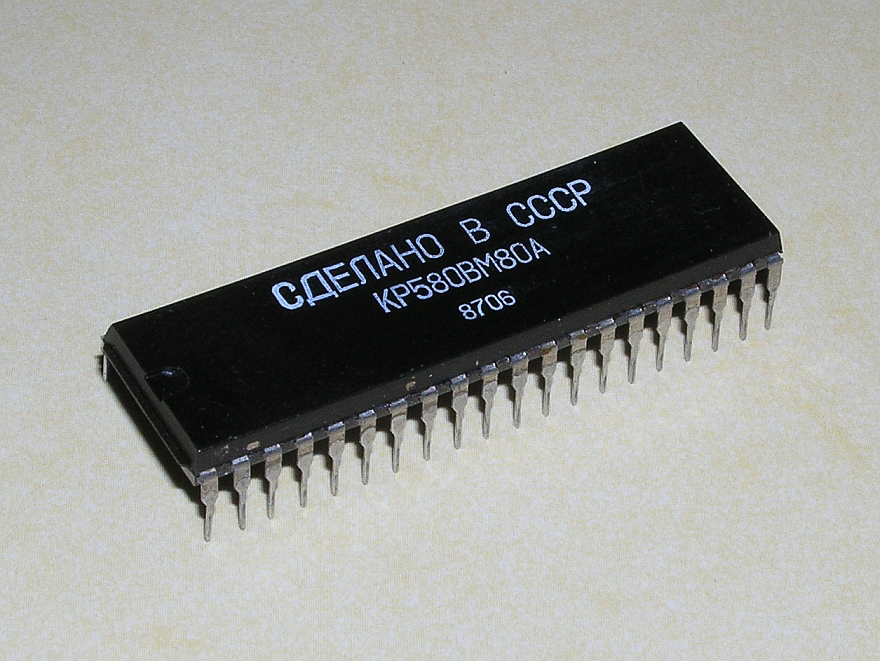
Microprocessore.
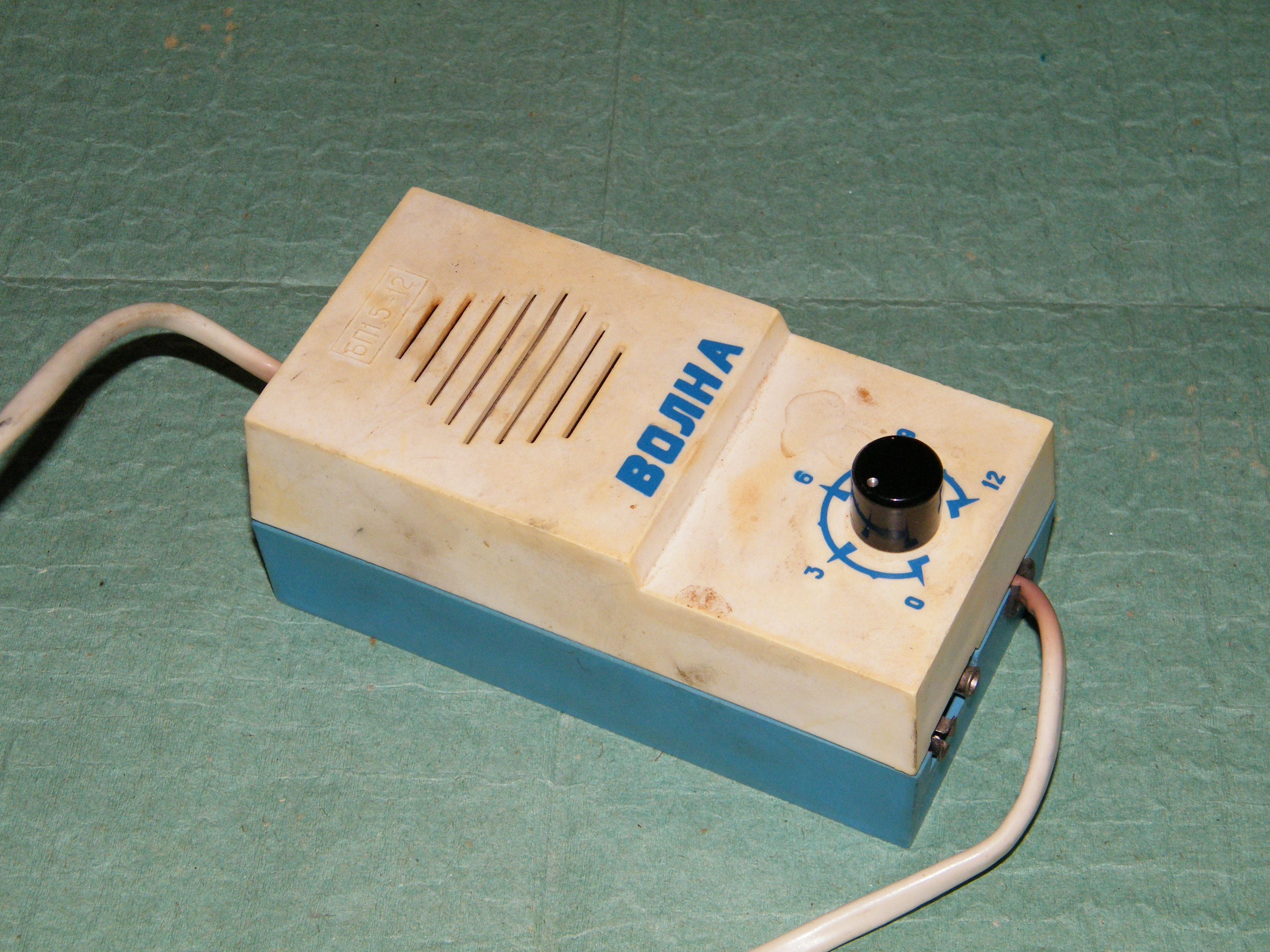
Alimentatore Volna.

#### Chimica
Tra i principali prodotti dell'industria chimica vi erano fertilizzanti minerali, prodotti chimici fitosanitari (164 mila tonnellate nel 1970), acido solforico (12,1 milioni di tonnellate), carbonato di sodio (3,67 milioni di tonnellate), soda caustica (1,94 milioni di tonnellate), resine sintetiche e plastica, fibre chimiche e pneumatici per auto (34,6 milioni di pezzi). Erano presenti industrie per la produzione di gomma sintetica, ammoniaca sintetica e coloranti sintetici. Nella produzione di fertilizzanti minerali l'URSS arrivò al 1º posto nel mondo nel 1973, mentre nel 1975 fu al 2º per la produzione di acido solforico, carbonato di sodio e ammoniaca sintetica.
L'industria plastica fu concentrata nelle regioni dove venivano lavorate direttamente le materie prime petrolchimiche: il Volga, gli Urali e le regioni economiche centrali.
Impianti petrolchimici erano situati a Omsk, Tobol'sk, Urenegoj e Surgut nella Regione economica della Siberia occidentale, Ufa e Nižnekamsk nella Regione economica del Volga. A Tobol'sk venivano raffinati i combustibili e realizzati prodotti intermedi per la gomma sintetica e le plastiche. Il complesso di Tomsk produceva il 75% del polipropilene sovietico. Le raffinerie di Mosca, Pavlodar, Baku e Grozny avevano sviluppato le operazioni di raffinamento del combustibile per motori.
L'industria dei fertilizzanti chimici aveva impianti che utilizzavano l'apatite nella penisola di Kola, i fosfati nella regione economica kazaka, i sali di potassio nelle regioni economiche degli Urali, dell'Ucraina e della Bielorussia. L'URSS era negli anni settanta la principale produttrice di fertilizzanti minerali e per il 1990 era previsto un aumento del 70% rispetto al 1980.
La produzione di gomma sintetica aumentò rapidamente negli anni ottanta per fornire pneumatici ai veicoli industriali pesanti e per aumentare il numero di veicoli per il trasporto passeggeri.

### Gruppo B
L'industria leggera corrispondeva al Gruppo B e comprendeva cibo, abbigliamento e scarpe, mobilia e altri beni di consumo per singoli cittadini.
Rispetto agli altri settori, quello dell'industria leggera era più soggetto a carenze ed era meno competitivo rispetto all'occidente. Verso la fine degli anni ottanta, il settore dei beni di consumo ricevette maggiori investimenti da parte del governo, in particolare per la produzione di radio, televisori, frigoriferi, registratori a nastro e mobili.
Le aree più importanti per l'industria leggera sovietica erano localizzate:
- Nella RSFS Russa (Centro, nord-ovest e altro),
- Nelle repubbliche dell'Asia centrale,
- Nelle repubbliche baltiche.

#### Legno, derivati e carta
Il volume della produzione nelle industrie del legno, della lavorazione del legno e della pasta di legno e della carta era aumentato in modo significativo grazie alla filiera in gran parte meccanizzata. Le aree più importanti dell'industria forestale, della lavorazione del legno, della pasta di legno e della carta erano situati principalmente sul territorio della RSFS Russa.
|                                           | 1940 | 1960 | 1970 | 1975 |
| ----------------------------------------- | ---- | ---- | ---- | ---- |
| Trasporto commerciale di legname (mln m³) | 118  | 262  | 299  | 313  |
| Legname (mln m²)                          | 35,4 | 106  | 116  | 116  |
| Lastre di compensato (migliaia di m²)     | 782  | 1354 | 2045 | 2196 |
| Pannelli in fibra di legno (mln m²)       | 4,1  | 67,6 | 208  | 409  |
| Pannelli in truciolato (mln m²)           | -    | 0,16 | 2    | 4    |
| Cellulosa (mln tonn.)                     | 0,6  | 2,3  | 5,1  | 6,8  |
| Carta (mln tonn.)                         | 0,8  | 2,3  | 4,2  | 5,2  |
| Cartone (mln tonn.)                       | 0,2  | 0,9  | 2,5  | 3,4  |

#### Industria tessile e dell'abbigliamento
L'industria tessile e d'abbigliamento sovietica si sviluppò grazie all'introduzione di nuovi macchinari e tecniche per la raccolta di fibre naturali nonché un maggior uso di fibre sintetiche e chimiche. Rispetto al 1913, la produzione su base pro capite tessuti di cotone è aumentata di 2,3 volte, di lana di 3,3 volte, di lino di 4, di seta di 27 e di calzature in pelle di 6,4 volte. La quota delle fibre chimiche nella produzione totale di fibre nel 1975 è stata del 22% contro lo 0,9% nel 1940 e il 17,5% nel 1970.
Nel 1971-1975, venne svolto un intenso processo di ri-equipaggiamento tecnico dell'industria che migliorò l'efficienza e aumentò la produzione nel settore. L'industria dell'abbigliamento divenne una produzione meccanizzata su larga scala: nel 1975 furono prodotte circa 148 mila unità di macchine per cucire industriali contro le 20300 unità nel 1940.
|                                 |                                 | 1940 | 1960 | 1970 | 1975 |
| ------------------------------- | ------------------------------- | ---- | ---- | ---- | ---- |
| Tessuti di ogni tipo (mln m²)   | Tessuti di ogni tipo (mln m²)   | 3320 | 6636 | 8852 | 9956 |
|                                 | Cotone                          | 2715 | 4838 | 6152 | 6634 |
|                                 | Lana                            | 155  | 439  | 643  | 740  |
|                                 | Biancheria                      | 272  | 516  | 707  | 779  |
|                                 | Seta                            | 67   | 675  | 1146 | 1508 |
| Calzetteria (mln paia)          | Calzetteria (mln paia)          | 489  | 964  | 1338 | 1495 |
| Intimo e capispalla (mln pezzi) | Intimo e capispalla (mln pezzi) | 186  | 583  | 1229 | 1420 |
| Scarpe di pelle (mln paia)      | Scarpe di pelle (mln paia)      | 212  | 419  | 679  | 698  |

#### Industria alimentare

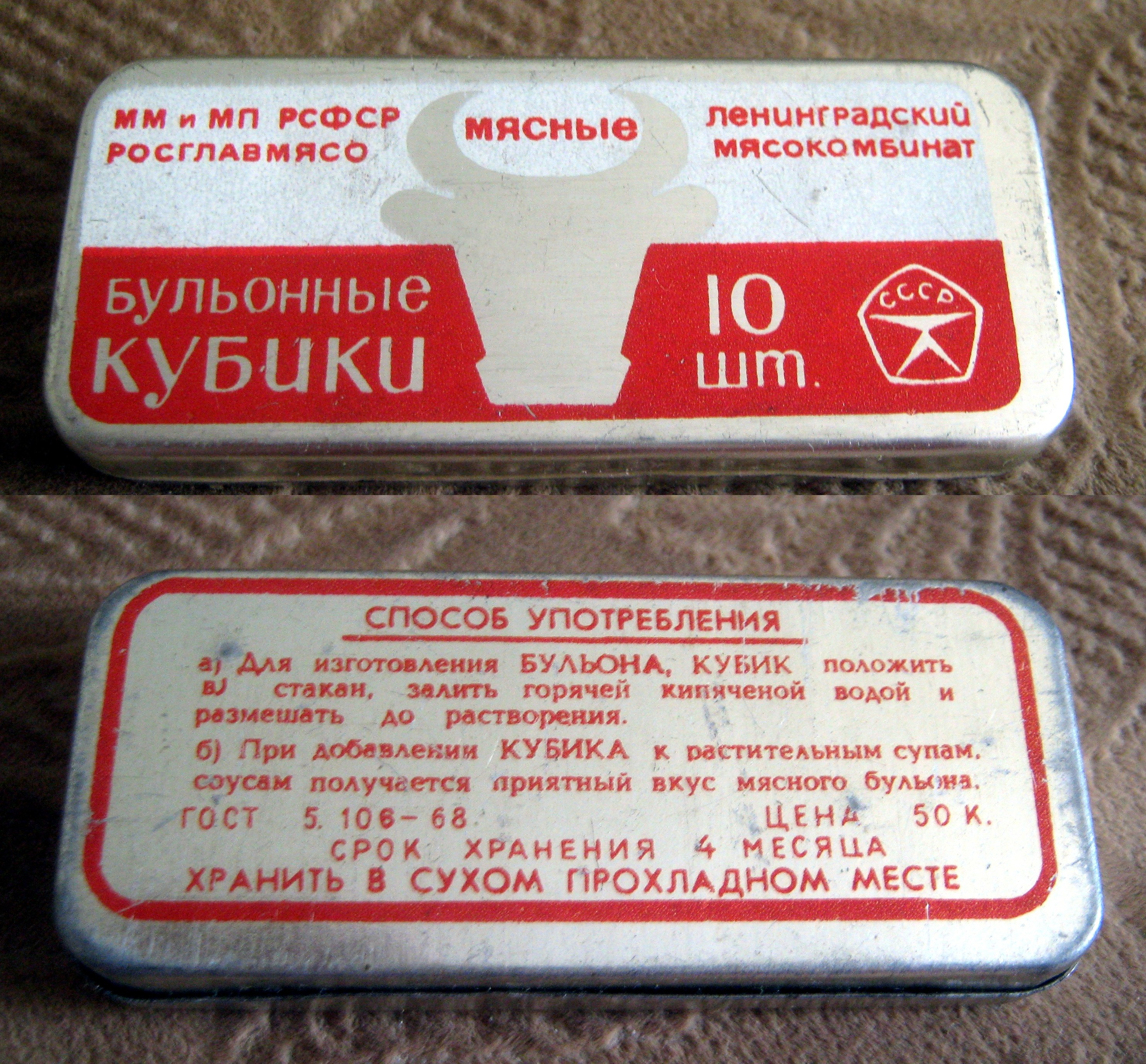
Confezione di dadi per brodo di carne.

Nel 1973, l'industria alimentare rappresentava il 20% del volume totale della produzione industriale sovietica. Nel 1973, l'industria alimentare contava più di 11000 imprese e 2407 fabbriche con un totale di circa 3 milioni di dipendenti.
Durante gli anni dei primi piani quinquennali, molte imprese dell'industria alimentare sovietica furono ricostruite e dotate di attrezzature ad alte prestazioni e furono costruite nuove fabbriche. A causa della Grande Guerra Patriottica, nel 1945 il volume della produzione diminuì di 1,9 volte rispetto al 1940 e per un certo numero di tipi di prodotti (carne, zucchero semolato) scese al di sotto del livelli del 1913. Negli anni del dopoguerra, le imprese distrutte furono ricostruite e ammodernate mentre furono costruiti nuovi stabilimenti.
L'URSS era la seconda nazione al mondo per la pesca, con un pescato totale annuo che raggiunse le 14 milioni di tonnellate, il volume delle esportazioni di pesce ha raggiunto 4,5 miliardi $.
| Prodotto                                       | Prodotto                                       | 1940 | 1950 | 1970  | 1980  | 1985  | 1989  | 1990  |
| ---------------------------------------------- | ---------------------------------------------- | ---- | ---- | ----- | ----- | ----- | ----- | ----- |
| Zucchero semolato (milioni di tonnellate)      | Zucchero semolato (milioni di tonnellate)      | 2,2  | 2,5  | 10,2  | 10,1  | 11,8  | 13,3  | 12,5  |
|                                                | di cui da barbabietola da zucchero             | 2,2  | 2,5  | 8,1   | 6,6   | 7,6   | 8,8   | 8,7   |
| Pescheria (migliaia di tonnellate)             | Pescheria (migliaia di tonnellate)             | 1404 | 1755 | 7828  | 9500  | 10700 | 11300 | 10500 |
| Carne (migliaia di tonnellate)                 | Carne (migliaia di tonnellate)                 | 1501 | 1556 | 7144  | 9140  | 10808 | 13164 | 12954 |
| Latticini (migliaia di tonnellate)             | Latticini (migliaia di tonnellate)             | 1,3  | 1,1  | 19,7  | 25,5  | 29,8  | 34,6  | 34,6  |
| Olio vegetale (migliaia di tonnellate)         | Olio vegetale (migliaia di tonnellate)         | 798  | 819  | 2784  | 2850  | 2545  | 3249  | 3264  |
| Margarina (migliaia di tonnellate)             | Margarina (migliaia di tonnellate)             | 121  | 192  | 762   | 1263  | 1411  | 1503  | 1403  |
| Conserve (mln di lattine)                      | Conserve (mln di lattine)                      | 1113 | 1535 | 10678 | 15270 | 17993 | 21020 | 20557 |
| Confetteria (migliaia di tonnellate)           | Confetteria (migliaia di tonnellate)           | 790  | 993  | 2896  | 3861  | 4285  | 5101  | 5244  |
| Pasta (migliaia di tonnellate)                 | Pasta (migliaia di tonnellate)                 | 324  | 440  | 1184  | 1554  | 1654  | 1802  | 1842  |
| Vino d'uva (mln di decalitri)                  | Vino d'uva (mln di decalitri)                  | 19,7 | 23,8 | 268   | 323   | 265   | 193   | 162   |
| Birra (mln di decalitri)                       | Birra (mln di decalitri)                       | 121  | 131  | 419   | 613   | 657   | 602   | 625   |
| Sale da cucina (estrazione, mln di tonnellate) | Sale da cucina (estrazione, mln di tonnellate) | 4,4  | 4,5  | 12,4  | 14,6  | 16,1  | 15,0  | 14,7  |
| 1. 2.                                          |                                                |      |      |       |       |       |       |       |

## Trasporti
In URSS, tutti i tipi di trasporto pubblico e industriale facevano parte di un unico sistema di trasporto ed erano di proprietà dello Stato. Alcuni veicoli come automobili, trattori o barche appartenevano invece a fattorie collettive e a singoli privati.
Tra il 1913 e il 1975 il fatturato del trasporto merci è aumentato di 41 volte e quello del trasporto passeggeri di 23 volte. Nel 1975, i trasporti rappresentavano oltre il 10% degli investimenti totali nell'economia nazionale, il 9% di tutti i lavoratori e gli impiegati, il 21% dei fondi delle industrie di base.
Nel 1988 vi era un traffico totale di oltre 13 229 milioni di tonnellate di merci (inclusa l'acqua nelle tubature) e 82 445 milioni di persone.

### Ferrovie

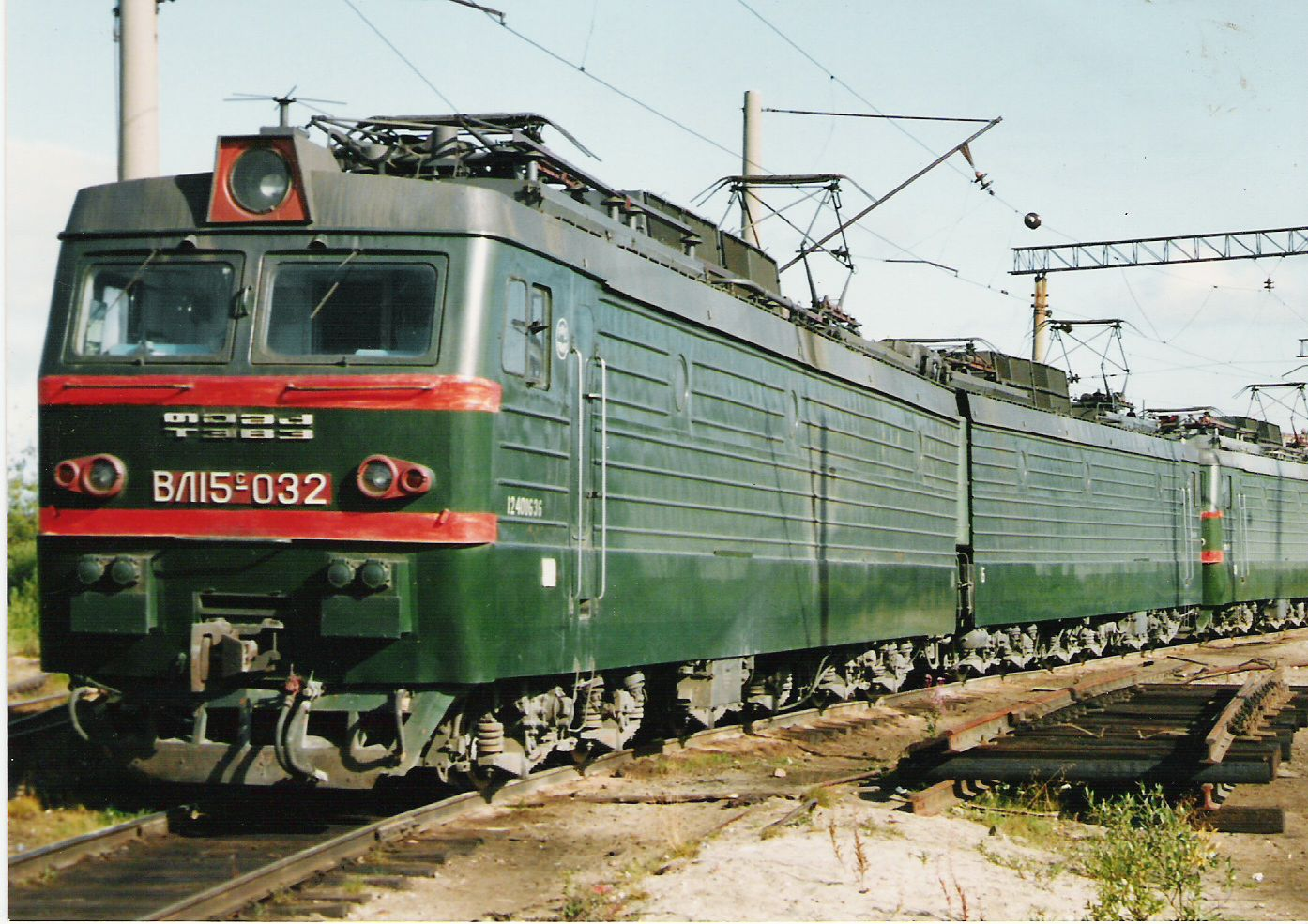
Elettrotreno VL15S-032.

Le ferrovie sovietiche erano gestite dall'azienda statale Sovetskie Železnje Dorogi del ministero delle ferrovie.
Tra il 1913 e il 1975 il fatturato del trasporto merci è aumentato di 42,3 volte ed il fatturato per il trasporto passeggeri è aumentato di 10,3 volte. Oltre il 28% del traffico passeggeri ricadde sul trasporto suburbano. Negli anni settanta si verificò tuttavia un rallentamento della crescita del fatturato passeggeri sulle rotte a lunga percorrenza a causa del passaggio di alcuni passeggeri dalla ferrovia all'aereo.
La lunghezza operativa della rete ferroviaria passò da 71,7 mila km nel 1913 a 138,3 mila km nel 1975. Nel 1986, la lunghezza operativa delle ferrovie sovietiche era di 145,6 mila km (inclusi 50,6 mila km elettrificati).
Nel 1988 il traffico ferroviario era di oltre 4116 milioni di tonnellate di merci e 4396 milioni di persone.

### Trasporto su gomma
Il settore del trasporto automobilistico era gestito dal ministero delle vie di comunicazione.
Nel 1986, la lunghezza operativa delle autostrade pubbliche era di 968,4 mila km, comprese 827,0 mila km con asfalto.
Nel 1988 venivano trasportate su gomma oltre 6921 milioni di tonnellate di merci.

### Trasporto via acqua
Il settore era gestito dal Ministero delle vie di comunicazione.
La lunghezza operativa delle vie navigabili interne era di 123,2 mila km.
Prima della seconda guerra mondiale furono costruite: due navi di tipo "Dagestan", 10 piroscafi cargo-passeggeri di tipo "Anadyr", 2 rompighiaccio di tipo "Mud'jug", 6 di tipo "Aleksej Rykov" e 4 motonavi per la linea Crimea-Caucaso di tipo "Adžaria”. Nel dopo guerra furono realizzati:
- 2 navi diesel-elettriche di tipo "Volgograd" (Volgograd e Baba-Zade), costruite nello stabilimento di costruzione e riparazione navale di Volgograd,
- 3 motonavi di tipo "Sulak",
- 9 motonavi di tipo "Kirgizistan",
- 2 motonavi di tipo "Zabajkal'e".

Le classi di aliscafi prodotti furono: "Raketa", "Kometa", "Meteor" e "Voschod".
Nel 1988 dai porti sul mare partirono oltre 257 milioni di tonnellate di merci e 49 milioni di persone, mentre dai porti sulle acque interne oltre 691 milioni di tonnellate di merci e 131 milioni di persone.

### Trasporto aereo
Il trasporto e il traffico aereo civile era gestito dal ministero dell'aviazione civile e la principale compagnia aerea dell'URSS era Aeroflot. Nel 1950, l'aviazione civile trasportava 3,5 volte più passeggeri rispetto al 1940. Nel 1988 il traffico aereo era di oltre 3,3 milioni di tonnellate di merci e 125 milioni di persone.

## Edilizia

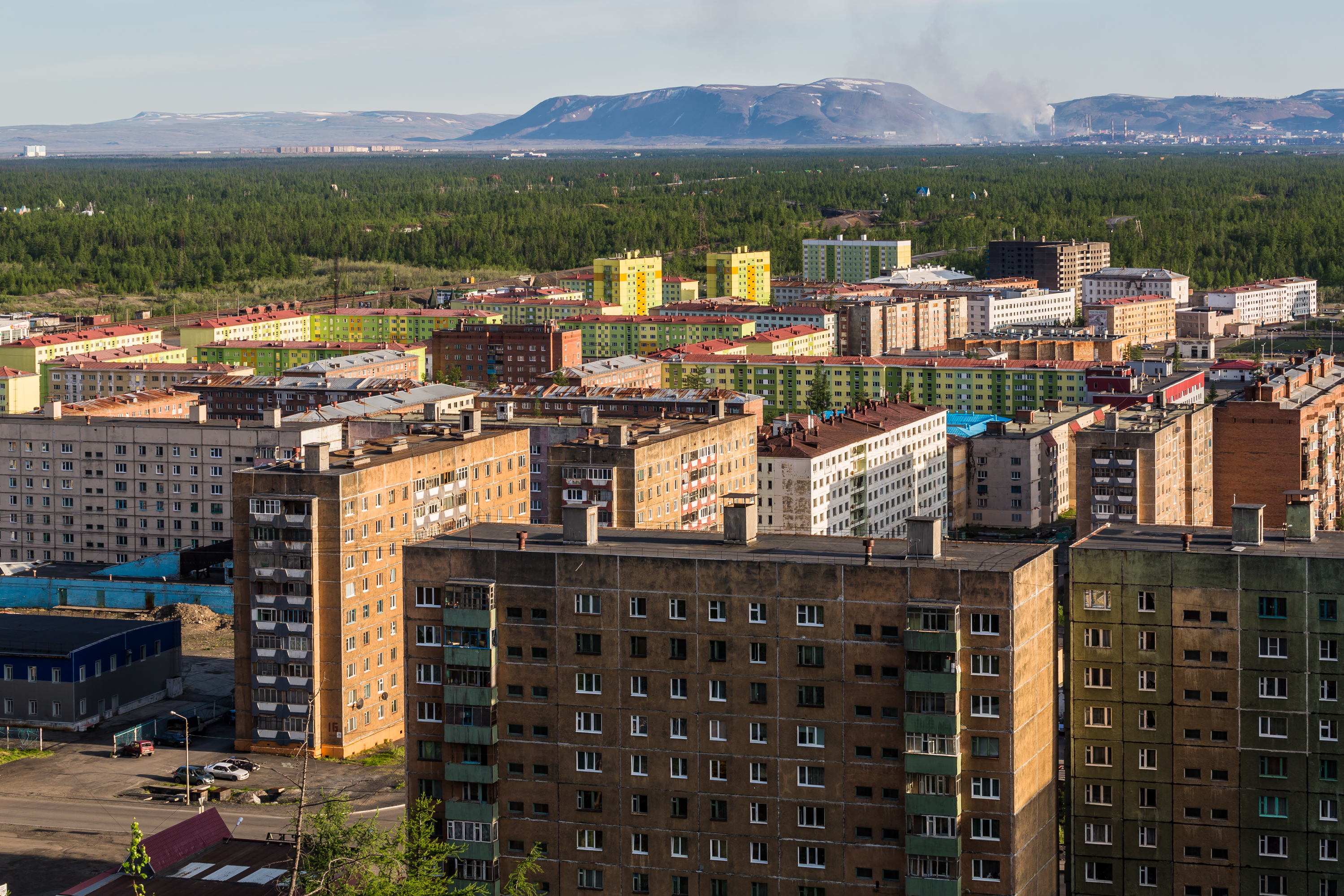
Quartiere di Chruščëvki costruite sul permafrost a Talnach, territorio di Krasnojarsk.

L'edilizia era un ramo importante dell'economia sovietica: nel 1975 la sua quota nel prodotto sociale lordo era del 10,6% e impiegava 10,6 milioni di persone (14% del totale degli occupati). Lo sviluppo del settore era caratterizzato da un rapido ritmo di messa in servizio delle immobilizzazioni, un aumento degli investimenti di capitale e del volume dei lavori di costruzione e installazione eseguiti. Nel 1975, circa 1/5 del reddito nazionale del paese fu speso in investimenti di capitale nel settore edilizio.
Sin dall'inizio, per dare un tetto alle frange più povere della popolazione, furono costruite le kommunalki, nelle quali più nuclei familiari condividevano i servizi, la cucina e il corridoio, occupando in forma privata uno o due locali. A partire dal 1957, durante il governo di Nikita Chruščëv è stata effettuata una massiccia costruzione di alloggi noti come Chruščëvki. Queste dimore non erano del tutto confortevoli ma erano migliori delle kommunalki.
Per la costruzione degli alloggi si utilizzavano mattoni, cemento, pannelli prefabbricati e legno. Nel 1970, il volume della produzione di strutture e parti prefabbricate in cemento armato era di 85 milioni m³. Nello stesso anno, furono prodotti 43 miliardi di mattoni, 5,8 miliardi di tegole in ardesia di cemento-amianto, 1334 miliardi m² di materiali per tetti morbidi e isolamento e 231 miliardi m² di vetri per finestre.

## Occupazione
Nel 1985, la forza lavoro totale era costituita da circa 130 milioni di persone: circa il 20% era impiegato nell'agricoltura e nelle foreste, poco più del 38% nell'industria e nell'edilizia e poco meno del 10% nei trasporti e nelle comunicazioni. Nel corso degli anni era aumentata la percentuale di impiegati nel settore terziario. La forza lavoro era formata per il 49-51% da donne. L'età media lavorativa era di 16-51 anni per gli uomini e 16-54 per le donne.
L'articolo 40 della Costituzione sovietica garantiva il diritto al lavoro con salario adeguato per tutti i cittadini dell'URSS, con la possibilità di scegliere l'occupazione e il lavoro in base alla propria vocazione, alle capacità, alla formazione, all'istruzione e ai bisogni sociali.
La disoccupazione non era riconosciuta dal governo ma gli analisti occidentali stimarono un tasso di circa il 2% negli anni ottanta. L'eliminazione della disoccupazione era stata annunciata nel 1930 dopo un rapido processo di industrializzazione e collettivizzazione.

## Finanza

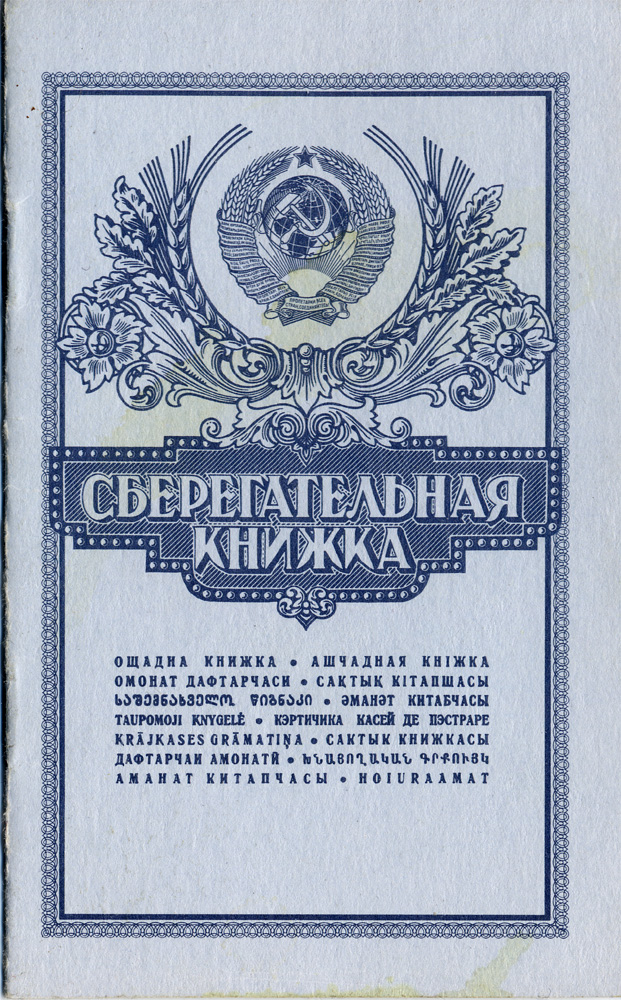
Libretto di risparmio sovietico.

Le principali funzioni della finanza dell'URSS erano la distribuzione e ridistribuzione del prodotto sociale e del reddito nazionale nell'interesse dello sviluppo pianificato della produzione sociale ed il controllo economico e lo stimolo all'uso efficace delle risorse materiali, lavorative e finanziarie della società. Allo stesso tempo, la finanza era un importante strumento economico per l'integrazione economica socialista e il rafforzamento della cooperazione con i paesi in via di sviluppo, ampliando i legami economici, scientifici, tecnici e culturali reciprocamente vantaggiosi con i paesi capitalisti.
Il rublo sovietico fungeva da valuta prettamente interna e il tasso di cambio con le valute estere era fissato dal governo.
Il sistema bancario sovietico era gestito dalla Banca statale dell'URSS (in russo Государственный банк СССР?, Gosudarstvennyj Bank SSSR) che fungeva sia da banca centrale sia da banca commerciale. La Gosbank monitorava i conti delle imprese statali e conservava i libretti di risparmio dei cittadini. Oltre alla Gosbank vi erano:
- la Banca industriale e delle costruzioni dell'URSS (in russo Промышленно-строительный банк СССР?, Promyšlenno-stroitel’nyj bank SSSR) fu creata nel 1922 per finanziare le industrie e le aziende edilizie sovietiche.
- la Banca per il Commercio Estero dell'URSS (in russo Банк для внешней торговли СССР, Внешторгбанк?, Bank dlja vnešnej torgovli SSSR, Vneštorgbank) era un istituto di credito commerciale a partecipazione statale che forniva prestiti per il commercio estero dell'URSS, transazioni in valuta estera, contabilità per l'esportazione e l'importazione di beni e la fornitura di altri servizi.[118] Iniziò ad operare nel 1924 con la riorganizzazione della Banca commerciale russa creata nel 1922.[118] Dopo la dissoluzione dell'URSS, la banca è stata convertita nella VEB.RF.

I cittadini potevano avere libretti di risparmio personali e, dal 1987, conti correnti (questi ultimi offerti dalla Banca dei risparmi dei lavoratori e dei crediti dei consumatori).

### Dati
Il bilancio statale dell'URSS per il 1972 è stato approvato con 175,1 miliardi ₽ di ricavi e 173,2 miliardi ₽ di spese.
Per il 1981-1985, l'emissione di moneta nella circolazione superò il prelievo di moneta dalla circolazione di 3,615 miliardi ₽.
Nel 1988, le spese per gli stipendi furono di 234 miliardi ₽; 7 miliardi ₽ per l'acquisto di prodotti agricoli; 21 miliardi ₽ per i pagamenti alle fattorie collettive; 3 miliardi ₽ per l'emissione di pensioni, benefici e assicurazioni; 3 miliardi ₽ per gli stipendi dei cooperatori; 3 miliardi ₽ per i prestiti per la costruzione di alloggi individuali; 3 miliardi ₽ per il rafforzamento delle imprese di comunicazione e 13 miliardi ₽ per l'estensione delle casse di risparmio.

## Commercio interno
Il commercio interno avveniva in negozi di proprietà statale nelle aree urbane e nelle cooperative delle zone rurali. I prezzi erano fissati dal Comitato statale sui prezzi e determinati da diversi fattori, oltre al rapporto tra domanda e offerta. Lo Stato si occupava inoltre dell'allocazione diretta delle merci, con priorità data all'industria pesante e militare. Le principali catene e centri commerciali dell'URSS erano CUM, GUM, Detskij Mir, Eliseevskij e i negozi Okean.
Il commercio cooperativo serviva principalmente la popolazione rurale attraverso cooperative di consumo, che acquistavano prodotti agricoli da fattorie collettive, sovchozy e dalla popolazione rurale. Le cooperative dei consumatori conducevano anche scambi su commissione di prodotti agricoli, principalmente nelle città, a prezzi, di regola, leggermente superiori ai prezzi al dettaglio statali, ma inferiori ai prezzi dei mercati dei kolchozy.
|                                             |             | 1940  | 1950  | 1960  | 1970  | 1975  |
| ------------------------------------------- | ----------- | ----- | ----- | ----- | ----- | ----- |
| Fatturato del commercio statale             | mld ₽       | 11,2  | 22,3  | 49,3  | 97,1  | 132,7 |
| Fatturato del commercio statale             | Percentuale | 71,3% | 71,5% | 68,9% | 69,3% | 69,5% |
| Fatturato con le cooperative di consumatori | mld ₽       | 4,5   | 8,9   | 22,2  | 43,1  | 58,1  |
| Fatturato con le cooperative di consumatori | Percentuale | 28,7% | 28,5% | 31,1% | 30,7% | 30,5% |
| Volume totale                               | mld ₽       | 15,7  | 31,2  | 71,5  | 140,2 | 190,8 |

Al di fuori della distribuzione statale, esistevano i mercati agricoli collettivi dove i contadini, agendo individualmente o rappresentando le proprie fattorie collettive, vendevano i loro prodotti direttamente ai consumatori con prezzi fluttuanti. Vi erano inoltre mercati specializzati per prodotti non edibili usati, anche se spesso venivano venduti anche prodotti nuovi.

## Commercio estero

Bandiera del COMECON.

Il volume e la struttura del commercio estero erano pianificati e determinati dai bisogni e dalle capacità dell'economia sovietica in ogni periodo della sua storia. Nei primi anni del potere sovietico, a causa del blocco economico organizzato dai Paesi occidentali, il commercio estero era insignificante e la bilancia commerciale era passiva. Tra il 1921 e il 1926 aumentarono le importazioni di cotone, lana e cuoio mentre non variarono le esportazioni di grano, legno e legname, petrolio e derivati e pellicce. Durante i primi piani quinquennali, l'industrializzazione e la collettivizzazione portarono ad un aumento delle importazioni di macchinari, attrezzature e metalli ferrosi e non ferrosi; successivamente il commercio estero diminuì. Durante la seconda guerra mondiale, il commercio estero mirò a soddisfare le esigenze militari e aumentarono gli scambi con l'Impero Britannico e gli Stati Uniti. Nella guerra fredda, l'URSS commerciò prevalentemente con i Stati socialisti aderenti al COMECON e con gli Stati in via di sviluppo, aumentando costantemente il volume degli scambi e mantenendo comunque relazioni commerciali con il blocco occidentale (CEE in particolare).
L'Unione Sovietica era presente nel mercato socialista mondiale (in russo Мировой социалистический рынок?, Mirovoj socialističeskij rynok), un sistema pianificato di relazioni merce-denaro tra gli Stati socialisti basato sull'espansione del commercio reciproco e sulla fornitura di servizi, sullo sviluppo di altre forme di cooperazione economica, scientifica e tecnica.  L'URSS concludeva nel MSR accordi commerciali a lungo termine e protocolli annuali sulle forniture reciproche di beni, con relativa stabilità dei prezzi.
Circa il 64% del fatturato del commercio estero era con i Paesi socialisti (60% con i membri del Comecon), oltre il 22% con i paesi capitalisti sviluppati (Germania Ovest, Finlandia, Francia, Italia, Giappone, ecc.) e oltre il 14% con i Paesi in via di sviluppo.
| Principali partner | 1980   | 1980   | 1985    | 1985    | 1988    | 1988    | 1990    | 1990    |
| Principali partner | Export | Import | Export  | Import  | Export  | Import  | Export  | Import  |
| ------------------ | ------ | ------ | ------- | ------- | ------- | ------- | ------- | ------- |
| Bulgaria           | 3,66   | 3,439  | 6,435   | 6,04    | 6,094   | 6,873   | 5,487   | 6,17    |
| Cecoslovacchia     | 3,648  | 3,536  | 6,813   | 6,588   | 6,385   | 6,817   | 5,074   | 6,244   |
| Cina               | 0,17   | 0,147  | 0,779   | 0,826   | 1,005   | 0,845   | 1,378   | 1,66    |
| Corea del Nord     | 0,288  | 0,284  | 0,648   | 0,403   | 1,062   | 0,540   | 0,887   | 0,612   |
| Cuba               | 2,288  | 1,978  | 3,849   | 4,140   | 3,727   | 3,837   | 3,4     | 3,686   |
| Francia            | 2,243  | 1,51   | 2,175   | 1,603   | 1,579   | 1,19    | 1,637   | 1,112   |
| Germania Est       | 4,873  | 4,327  | 7,652   | 7,553   | 7,193   | 7,025   |         |         |
| Germania Ovest     | 2,859  | 2,921  | 3,992   | 3,094   | 2,397   | 3,231   |         |         |
| Germania (unita)   |        |        |         |         |         |         | 6,93    | 12,533  |
| Giappone           | 0,95   | 1,773  | 0,928   | 2,287   | 1,184   | 1,951   | 1,435   | 2,101   |
| Jugoslavia         | 2,069  | 1,781  | 2,718   | 3,339   | 1,694   | 2,147   | 1,828   | 2,197   |
| India              | 0,861  | 0,879  | 1,573   | 1,499   | 1,129   | 1,123   | 1,186   | 2,022   |
| Italia             | 2,101  | 0,933  | 2,468   | 1,325   | 1,691   | 1,343   | 2,192   | 1,787   |
| Mongolia           | 0,677  | 0,207  | 1,113   | 0,387   | 1,131   | 0,406   | 0,99    | 0,434   |
| Polonia            | 4,406  | 3,596  | 6,517   | 5,525   | 6,298   | 7,109   | 4,121   | 7,945   |
| Regno Unito        | 0,859  | 0,953  | 1,218   | 0,684   | 1,794   | 0,623   | 1,866   | 0,958   |
| Romania            | 1,351  | 1,441  | 1,949   | 2,276   | 2,344   | 2,431   | 2,465   | 1,784   |
| Ungheria           | 2,981  | 2,757  | 4,56    | 4,85    | 4,484   | 4,943   | 3,61    | 4,436   |
| Stati Uniti        | 0,151  | 1,352  | 0,326   | 2,376   | 0,331   | 1,773   | 0,556   | 2,154   |
| Vietnam            | 0,455  | 0,157  | 1,165   | 0,281   | 1,393   | 0,389   | 1,104   | 0,704   |
| Totale             | 49,634 | 44,463 | 72,464  | 69,102  | 67,115  | 65,04   | 60,757  | 70,728  |
| Totale             | 94,097 | 94,097 | 141,566 | 141,566 | 132,155 | 132,155 | 131,485 | 131,485 |
| Saldo totale       | +5,171 | +5,171 | +3,362  | +3,362  | +2,075  | +2,075  | -9,971  | -9,971  |

### Esportazioni
Le esportazioni di petrolio greggio rappresentavano la maggior parte dei guadagni in valuta estera dell'URSS a partire dagli anni sessanta. I ricavi delle esportazioni di petrolio aumentarono notevolmente dopo la guerra del Kippur nel 1973 e l'embargo petrolifero arabo che ne è seguito, che aveva quadruplicato il prezzo del petrolio: nel 1975 le esportazioni di petrolio erano aumentate da 33 milioni di tonnellate nel 1960 a 130 milioni di tonnellate nel 1975, mentre l'esportazione di carburante e di elettricità aumentò da 1,3 miliardi ₽ nel 1960 a 7,5 miliardi ₽ nel 1975. Dopo la rivoluzione iraniana del 1979, i prezzi del petrolio raddoppiarono ulteriormente. Secondo gli analisti, fu grazie al significativo aumento delle entrate petrolifere che l'economia sovietica riuscì a resistere per un altro decennio, consentendo al Paese di soddisfare le esigenze dell'enorme complesso militare-industriale e altre urgenti necessità, in primis le importazioni di cibo che, a causa del generale declino dell'agricoltura, erano necessarie per prevenire gravi penurie alimentari e l'instabilità sociale.
Il fatturato del commercio estero dell'URSS è aumentato di 2,3 volte nel periodo tra il 1970 e il 1975. Ma se nel 1970 la quota di macchinari e attrezzature nelle esportazioni era del 21,5%, nel 1987 era scesa al 15,5%. L'esportazione di carburante, che nel 1970 era del 15,6%, era aumentata al 46,5% nel 1987.
Altri prodotti esportati erano gas, uranio, servizi di arricchimento dell'uranio, la vendita di licenze e tecnologie, minerali, metalli e prodotti in metallo, legname e prodotti di cellulosa e carta, prodotti metallurgici, chimici, energetici, armi, aeromobili, camion e trattori. L'esportazione di macchinari e attrezzature dall'URSS nel 1975 ammontava a 4,5 miliardi ₽ (1 miliardo ₽ nel 1960), ma la percentuale nelle esportazioni si era ridotta.
| Merci                                                      | 1935 | 1950 | 1960 | 1970 | 1975 | 1980 | 1985 | 1988 | 1990 |
| ---------------------------------------------------------- | ---- | ---- | ---- | ---- | ---- | ---- | ---- | ---- | ---- |
| Macchinari e attrezzature                                  | 5,0  | 11,8 | 20,5 | 21,5 | 18,7 | 15,8 | 13,9 | 16,2 | 18,3 |
| Carburante ed elettricità                                  | 8,9  | 3,9  | 16,2 | 15,6 | 31,4 | 46,9 | 52,7 | 42,1 | 40,5 |
| Minerali, metalli e derivati                               | 3,9  | 11,3 | 20,4 | 19,6 | 14,3 | 8,8  | 7,5  | 9.5  | 11,3 |
| Prodotti chimici, fertilizzanti, gomma                     | 4,0  | 4,3  | 3,5  | 3,5  | 3,5  | 3,3  | 3,9  | 4,0  | 4,6  |
| Legname e prodotti di cellulosa e carta                    | 20,3 | 3,1  | 5,5  | 6,5  | 6,7  | 4,1  | 3,0  | 3,5  | 3,7  |
| Filati e semilavorati                                      | 10,0 | 7,7  | 6,5  | 4,8  | 2,4  | 1,9  | 1,3  | 1,6  | 1,2  |
| Prodotti alimentari e materie prime per la loro produzione | 29,5 | 20,6 | 13,1 | 8,4  | 4,8  | 1,9  | 1,1  | 1,7  | 2,0  |
| Prodotti industriali per il consumo popolare               | 7,9  | 4,9  | 2,9  | 2,7  | 3,1  | 2,5  | 2,2  | 2,8  | 3,6  |
| Totale                                                     | 100  | 100  | 100  | 100  | 100  | 100  | 100  | 100  | 100  |

### Importazioni
L'URSS importava principalmente attrezzature e macchinari che corrispondevano a circa ⅓ delle importazioni totali. Insieme alle attrezzature, vengono importate materie prime per vari settori industriali, prodotti alimentari e beni di consumo.
| Merci                                                      | 1935 | 1950 | 1960 | 1970 | 1975 | 1980 | 1985 | 1988 | 1990 |
| ---------------------------------------------------------- | ---- | ---- | ---- | ---- | ---- | ---- | ---- | ---- | ---- |
| Macchinari e attrezzature                                  | 34,5 | 21,5 | 29,8 | 35,5 | 33,9 | 33,9 | 37,1 | 40,9 | 44,8 |
| Carburante ed elettricità                                  | 1,2  | 11,8 | 4,2  | 2,0  | 4,0  | 3,0  | 5,3  | 4,4  | 2,6  |
| Minerali, metalli e derivati                               | 29,8 | 15,0 | 16,8 | 9,6  | 11,5 | 10,8 | 8,3  | 8,0  | 5,1  |
| Prodotti chimici, fertilizzanti, gomma                     | 5,2  | 6,9  | 6,0  | 5,7  | 4,7  | 5,3  | 5,0  | 5,0  | 4,1  |
| Legname e prodotti di cellulosa e carta                    | 0,8  | 3,8  | 1,9  | 2,1  | 2,2  | 2,0  | 1,3  | 1,2  | 1,0  |
| Filati e semilavorati                                      | 10,0 | 7,7  | 6,5  | 4,8  | 2,4  | 2,2  | 1,7  | 1,6  | 1,1  |
| Prodotti alimentari e materie prime per la loro produzione | 12,7 | 17,5 | 12,1 | 15,9 | 23,0 | 24,2 | 21,1 | 15,8 | 15,8 |
| Prodotti industriali per il consumo popolare               | 1,0  | 7,4  | 17,2 | 18,3 | 13,0 | 12,1 | 12,6 | 12,8 | 17,7 |
| Totale                                                     | 100  | 100  | 100  | 100  | 100  | 100  | 100  | 100  | 100  |

### Lingua russa
- AAVV, Большая Советская Энциклопедия, третье издание, Советская энциклопедия, 1969-1978.

Annuari statistici
- ЦСУ СССР, Народное хозяйство СССР в 1970 году, Mosca, Издательство "Статистика", 1971. URL consultato il 6 ottobre 2021 (archiviato dall'url originale il 6 ottobre 2021).
- ЦСУ СССР, Народное хозяйство СССР в 1972 году, Mosca, Издательство "Статистика", 1973. URL consultato il 6 ottobre 2021 (archiviato dall'url originale il 6 ottobre 2021).
- ЦСУ СССР, Народное хозяйство СССР в 1977 году, Mosca, Издательство "Статистика", 1978. URL consultato il 6 ottobre 2021 (archiviato dall'url originale il 6 ottobre 2021).
- ЦСУ СССР, Народное хозяйство СССР в 1983 году, Mosca, Издателство "Финансы и статистика", 1984. URL consultato il 6 ottobre 2021 (archiviato dall'url originale il 6 ottobre 2021).
- ЦСУ СССР, Народное хозяйство СССР в 1985 г. (PDF), Mosca, Издателство "Финансы и статистика", 1986. URL consultato il 6 ottobre 2021 (archiviato dall'url originale il 19 settembre 2021).
- Госкомстат СССР, Народное хозяйство СССР в 1987 г., Mosca, Издателство "Финансы и статистика", 1988. URL consultato il 6 ottobre 2021 (archiviato dall'url originale il 6 ottobre 2021).
- Госкомстат СССР, Народное хозяйство СССР в 1988 г. (PDF), Mosca, Издателство "Финансы и статистика", 1989. URL consultato il 6 ottobre 2021 (archiviato dall'url originale il 5 settembre 2021).
- Госкомстат СССР, Народное хозяйство СССР в 1989 г., Mosca, Издателство "Финансы и статистика", 1990. URL consultato il 6 ottobre 2021 (archiviato dall'url originale il 6 ottobre 2021).
- Госкомстат СССР, Народное хозяйство СССР в 1990 г. (PDF), Mosca, Издателство "Финансы и статистика", 1991. URL consultato il 6 ottobre 2021 (archiviato dall'url originale il 6 aprile 2021).

Legislazione
- Конституция (основной закон) Союза Советских Социалистических Республик (PDF), Mosca, Юридическая литература, 1987.
- (RU) Уголовный кодекс РСФСР 1926 года - Редакция 05.03.1926, su Викитека. URL consultato il 12 agosto 2021.
- (RU) Кодекс РСФСР от 27.10.1960 г. б/н, su Президент России.
- (EN) Criminal Code of Russian Soviet Federative Socialist Republic (PDF), su upload.wikimedia.org.

Divulgazione economica
- K. V. Ostrovitjanov, D. T. Šepilov, L. A. Leont'ev, I. D. Laptev, I. I. Kuz'minov e L. M. Gatovskij, Политическая Экономика (PDF), Государственное издательство политической литературы, 1954. URL consultato il 6 ottobre 2021 (archiviato dall'url originale il 31 agosto 2021).
- Jurij M. Švyrkov, Государственное экономическое планирование, Издательство «Экономика», 1978.
- Альфа и омега. Краткий справочник, Tallinn, Принтэст, 1991, ISBN 5-7985-0010-1.
- D. V. Kuzin, Экономические чудеса: уроки для России, Mosca, ОЛМА-ПРЕСС, 1994, ISBN 5-87322-147-2.
- N. M. Rimaševskaja, Человек и реформы: секреты выживания, Mosca, РИЦ ИСЭПН, 2003, ISBN 5-89-997012-X.
- N. M. Rimaševskaja, V. F. Galeckij e A. A. Ovsjannikov, Население и глобализация, Mosca, Наука, 2004.
- J. V. Jaremenko, Об экономике, Mosca, МАКС Пресс, 2015, ISBN 978-5-317-05082-5.
- N. M. Rimaševskaja, V. F. Galeckij e A. A. Ovsjannikov, Население и глобализация, Mosca, Наука, 2004.

### Lingua inglese
- Jurij M. Švyrkov, Centralised Plannig of the Economy, traduzione di Jane Sayer, Mosca, Progress Publishers, 1980.
- Raymond E. Zickel, Economic Structure and Policy (PDF), in Soviet Union: a Country Study, Library of Congress, 1996.
- AAVV, The Economy of the USSR (PDF), The World Bank.